# Iturei

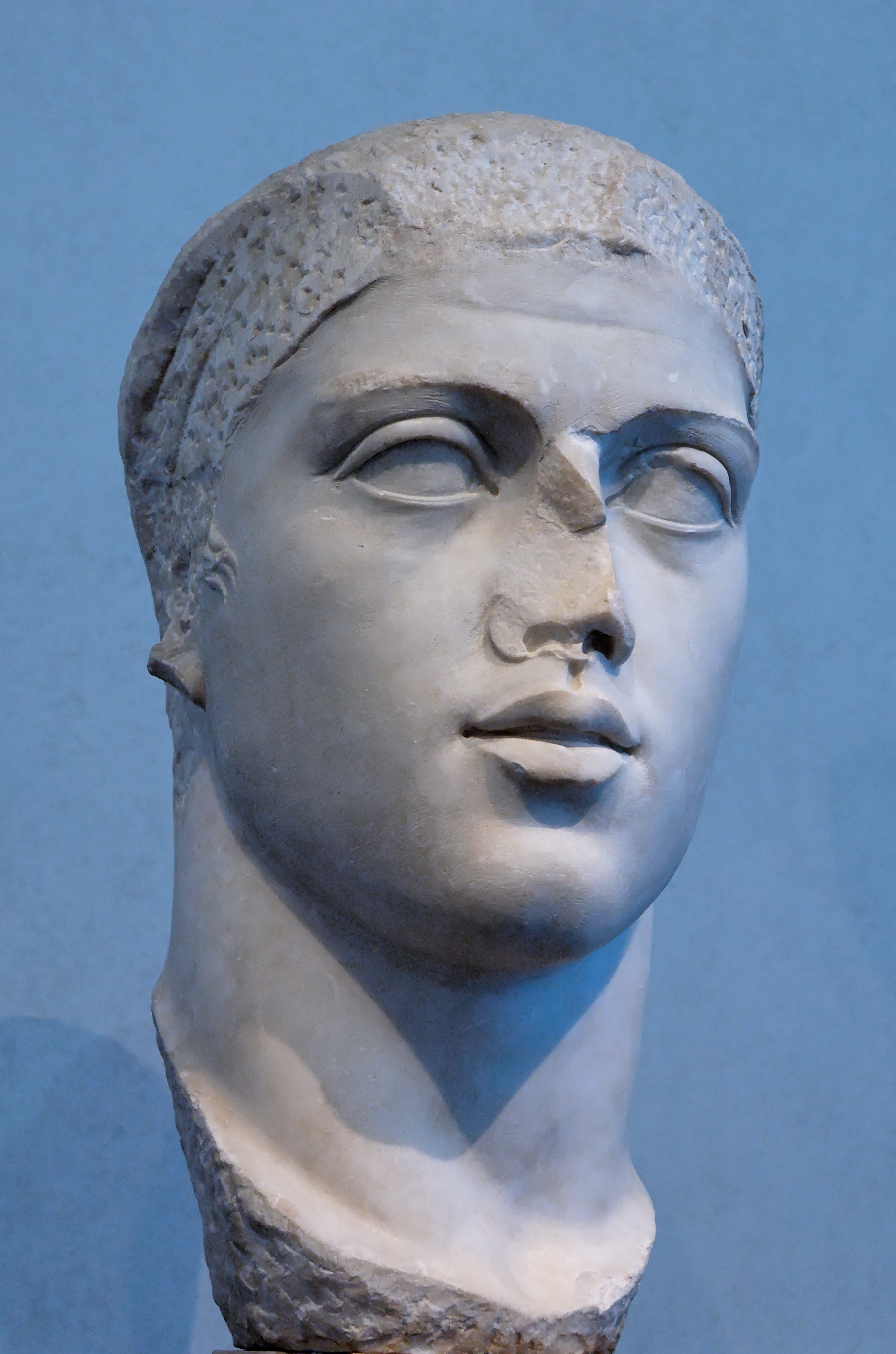
Alessandro Severo (222-235), nato nel Tempio del Sole di Arqa Ituraeorum - detta anche Arca Cesarea - nel nord Libano

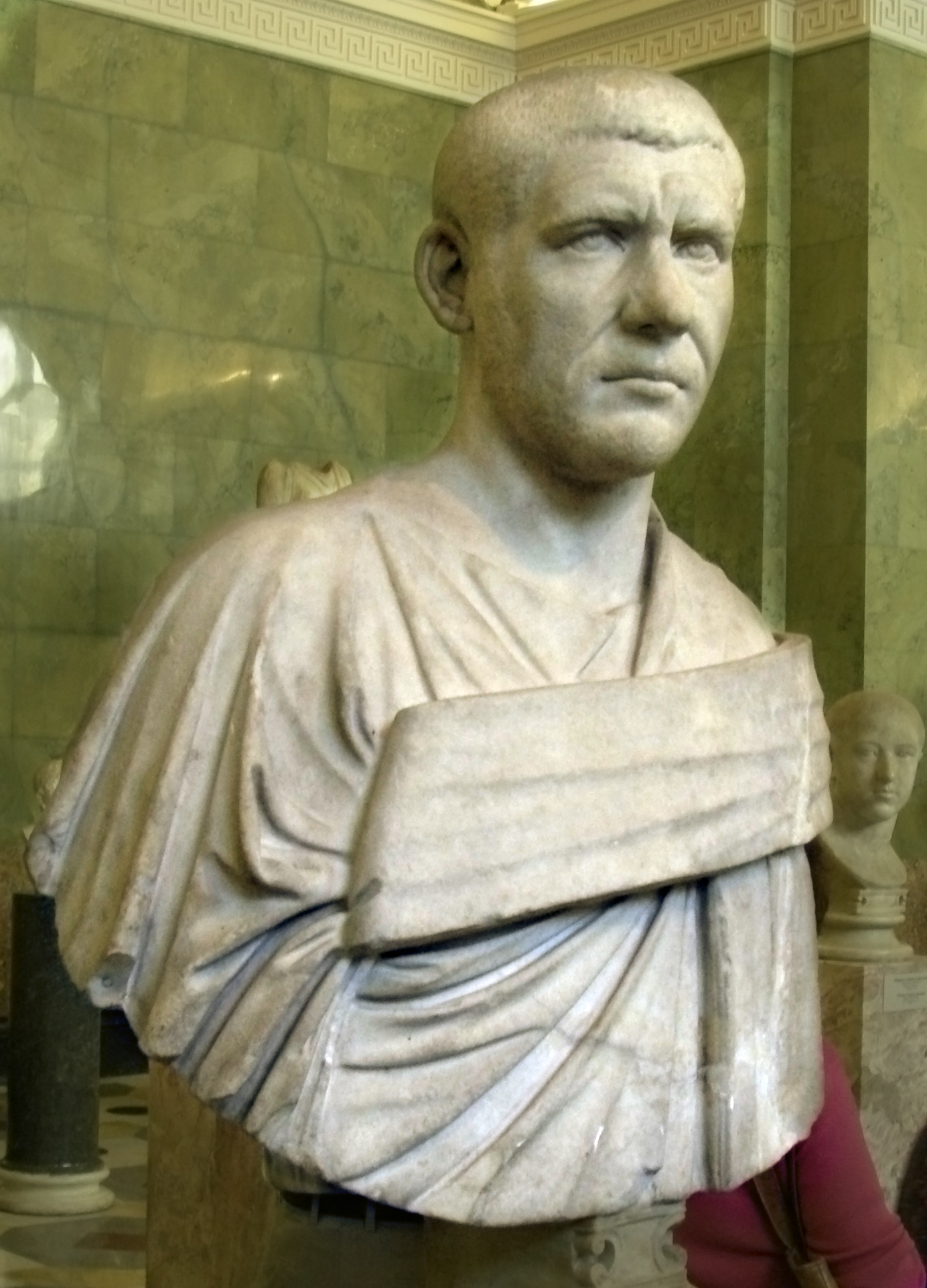
L'imperatore Filippo l'Arabo (244-249) da Shahba (Hawran)

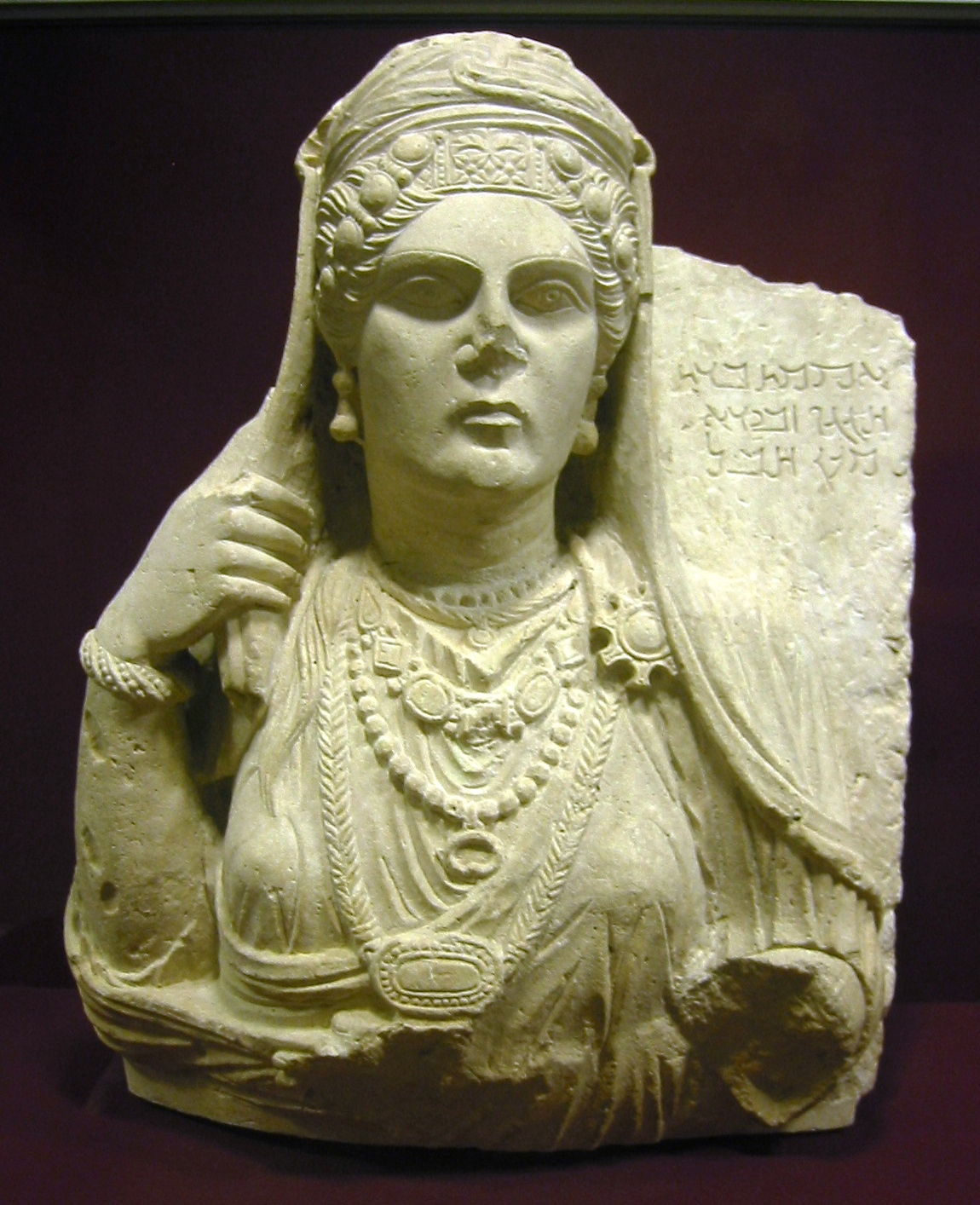
Aqmat figlia di Hagagu, discendente da Zebida, discendente di Ma'an, Palmira, II secolo

Gli Iturei furono una popolazione araba concentrata anticamente in Siria, in particolare nei centri politico-religiosi di Hammath-Emesa e Calcide-Eliopoli tra II secolo a.C. e il III secolo.
Gli ultimi studi hanno portato a individuare una più complessa e estesa presenza territoriale e temporale di queste antiche popolazioni, come ad esempio in Galilea, Auranitide e Ammon. Come truppe ausiliarie dell'Impero romano, gli Iturei costituirono, inoltre, un fondamentale veicolo di diffusione delle tradizioni religioso-culturali cananee in Occidente, sino alla salita al soglio imperiale di Marco Giulio Filippo detto l'Arabo o l'Itureo, negli anni 244-249.

## Fonti bibliche
Secondo la Bibbia, gli "Itrei" o "Ietrites" - molto probabilmente eguale a 'Iturei', data la mancanza di vocali nelle scritture in ebraico e aramaico - sono discendenti da Sobal - nipote di Caleb/Haleb principe giudeo-midianita Gli Iturei sono ricordati nella Bibbia molto in anticipo rispetto alla nota citazione del Vangelo secondo Luca, in cui si rammenta all'epoca di Gesù il tetrarca itureo Lisania II. Sobal, padre dell'eponimo Ietur/Itri, è nome relativo a Sobah - il regno arameo della prima Età del Ferro, che geograficamente corrisponde esattamente al territorio dei futuri regni iturei di Emesa e Heliopolis/Chalcis/Abila. Nella versione biblica greca dei Settanta, nel Primo libro delle cronache 2:52-53, fra i discendenti di Sobal sono citati gli Ammanith, Umasphae, le città di Jair (regione di Bashan passata da Manasse ai Giudei di Jair e poi agli Iturei) Aethalim, Miphithim, Hesamathim, Hemasaraim (Emeseni-Iturei di Homs/Emesa?) Sarathaeani, nonché gli Esthaamim.

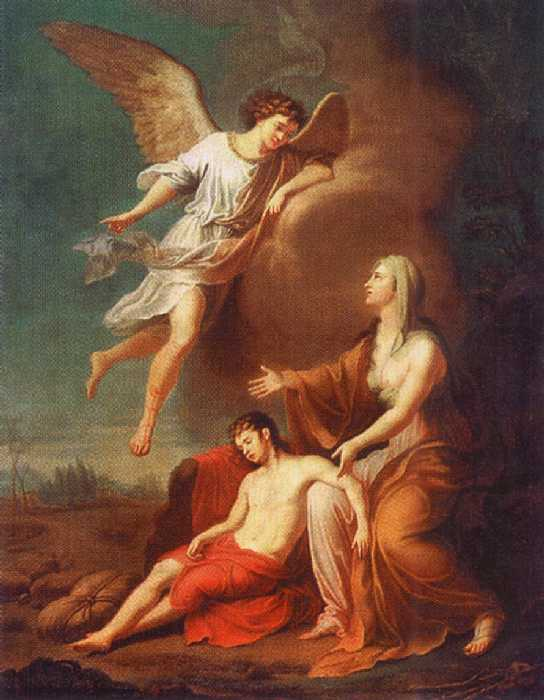
Hagar e il figlio Ismaele nel deserto. Secondo un'antica teoria gli Iturei sono loro discendenti

In 1 Cronache 5:18-23, sono ancora citati gli Iturei insediati nella Traconitide/Basan/Golan al tempo di Geroboamo I (X secolo a.C.):
(Libri delle Cronache, 1, 5. 18-23)
Al contrario, secondo un'antica teoria ancora accettata in alcuni ambienti, gli Iturei sono da considerare discendenti di Jether/Jethur, figlio di Ismaele, figlio a sua volta di Abramo e Hagar. Questa teoria è rafforzata dall'uso di alcuni autori classici, non tutti, di includere gli Iturei fra le popolazioni arabiche, normalmente ritenute discendenti di Ismaele secondo la tradizione.
La deduzione che Agarenos sia riferito agli Iturei e quindi che questi discendano da Ismaele figlio di Hagar, non è tuttavia fondata su alcuna documentazione biblica o extra-biblica. Vero è che tra i discendenti dell'egizia Hagar - moglie di Abramo - è registrato un Iethur - o simile nome - tuttavia Nodab - presente nel precedente brano assieme agli Agareni e agli Iturei - non è sicuramente citato tra i discendenti di Hagar. Peraltro, Iethur o Ietro è pure il nome del re-sacerdote di Yahweh suocero di Mosè, leader della tribù dei Keniti, all'interno del più vasto agglomerato dei Midianiti.
Resta da sottolineare che il primitivo insediamento di Kiriath-Jearim - detto anche Baalah e Kiriath-Baal - riporta alle vicende dell'Arca dell'Alleanza, che sarebbe stata ospitata a Kiriath-Jearim per circa vent'anni prima di essere trasportata a Gerusalemme da re Davide. Secondo la Bibbia, infatti, l'Arca dell'Alleanza e gli arredi sacri del Tempio sarebbero stati costruiti da Bezaleel, cugino di Sobal. Questi dati, uniti alla sovranità degli Iturei su Baalah, potrebbero indicare che questo ceppo kenita-giudeo sia da identificare con la famiglia dei Sommi Sacerdoti dell'Arca dell'Alleanza. Infatti, tutti i tetrarchi e re iturei, nella monetazione conosciuta, associarono sempre al titolo di sovrano quello di Sommo Sacerdote.

### I Bene Iambri e la Bibbia 'Vetus Latina'
Nelle antiche versioni bibliche, collettivamente definite 'Vetus Latina', precedenti al IV secolo, e alla traduzione latina di san Girolamo, incontriamo la narrazione relativa al clan 'giudeo' dei 'Figli di Iambri', Zambri nella versione greca. Si tratta probabilmente degli antenati aramaici degli arabici Banu Iambri/Giamblico, la dinastia regia degli Iturei. Achar, dei Banu Iambri, è condannato a morte da Giosuè/Gesù, leader degli Israeliti alla conquista della Terra Promessa (ca. XIV secolo a.C.). Achar fu condannato, insieme ai suoi discendenti, che saranno allontanati dall'alleanza giudea, poiché si impadronì del tesoro e delle insegne reali rinvenute a Gerico, consistenti in argenti, ori e in un lungo manto porporino.

## Fonti arabo-persiane
I Keniti guidati da Yithro/Yethur, suocero di Mosé, sono a volte considerati, nell'Antico Testamento, come appartenenti alle popolazioni pur definite degli Amaleciti/Amalek/Amaleq. Ad esempio, nell'episodio dell'attacco di re Saul contro gli Amaleciti, che il re beniaminita di Israele non estese anche alla tribù kenita:
(Libri di Samuele, 15. 5-6)

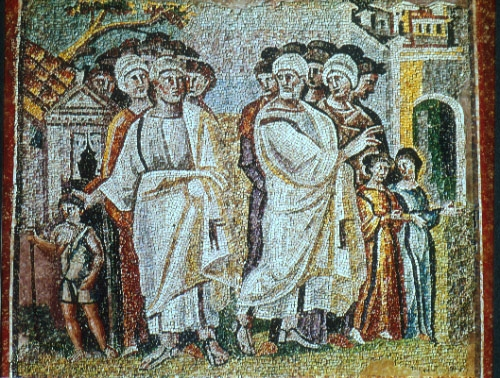
Abramo e Lot raffigurati in un mosaico romano

In base a tale tradizione, alcuni autori musulmani considerarono i discendenti di Yithro ʿarab al-ʿAriba, cioè una popolazione pre-arabica, discendente da Lot e, secondo lo storico Ibn Khaldun, nipote ex-fratre di Abramo. Ovvero, i Yethriti non discenderebbero da Ismaele, patriarca delle popolazioni arabiche propriamente dette, né da Keturah, altra moglie di Abramo, distinta da Hagar, madre di Madan e Midian. Secondo alcuni autori, anche gli Amaleciti non sono discendenti da Amalek, nipote di Esaù, ma costituirono anch'essi gli ʿarab al-ʿAriba (ʿAd, Thamud, Tasm, Jadis, Umaym, Jurhum e Amaliq). Ovvero la "prima delle Nazioni", come ricordato anche in Numeri 24. 20.
Per lo storico Ibn Kathir, inoltre, la genealogia di Yethur/Yathrib - fondatore di Yathrib/Medina - sarebbe: Nuh/Noè-Sam/Sem-Iram/Aram-Lawudh/Lot-Amlaq-Aws/Huz-Mahlayil-Ubaid-Yathrib.
Secondo gli storici del XII secolo Ali Ibn al-Athir, al-Kāmil fī al-taʾrīkh e, del XIV secolo, Ibn Khaldūn, Muqaddima, gli Amaleciti sarebbero i Cananeo-Amorriti della tradizione mesopotamica e biblica. In particolare Amaliq in arabo significa 'Giganti', ossia quelle popolazioni viventi in Libano, Bashan, Golan e Ammon da cui vedremo discendere i Cananei, sia secondo la Bibbia, sia secondo la mitologia propriamente amorrito-cananea o autori fenici come Sanchuniaton. Sulla medesima tradizione dei Giganti, che troviamo attestata pur nella mitologia iturea, si veda anche il Commento al Corano di Ibn ʿAbbās.

### I sovrani arabi di Palmira/Tadmor, Siria e Mesopotamia
Una più stringente tradizione del rapporto Amaliq-Iturei, secondo il punto di vista delle culture arabo-persiane, è inoltre attestata nella letteratura persiana del IX secolo, dove l'imperatrice Zenobia da Palmira - discendente dal 'Gran Re' itureo Sohaemus - è considerata appartenente alla tribù degli Amili el-Amaliq.
Secondo la tradizione arabica relativa al santuario della Mecca, il popolo di re Sumayda fu scacciato dal santuario per opera della tribù cugina dei Jurhum, al tempo di Ismaele, che aveva sposato una principessa dei Jurhum. 'Amr ben Tarib/Antioco da Palmira è definito da al-Tabari un discendente del mitico Sumayda, come nipote di:"ben Hassan ben Hudayna ben al-Sumayda ben Hubar al-Amlaqi, chiamato anche al-Amliqi'.
Nel XIII secolo lo storico arabo Yaqut sosteneva la fondazione di Tadmor/Palmira a opera della figlia di Hassan ben Hudayna ben Sumayda ben Mazid ben Amaliq ben Lawd ben Sam ben Noah.

### Ghassanidi e Muwahhidūn discendenti dei Keniti e di Ietro
Secondo il midrash Sefer ha-yashar, un'opera apocrifa citata nella Bibbia, in Giosue 10. 13 e 2 Samuele 1. 10, Zobah/Sobah non discese da Abramo, bensì fu suo zio, figlio del nonno Terah. Da Sobah nacquero Aram, Achlis e Merik, che fondarono il regno di Aram-Sobah, il nome della regione libanese tra Emesa e l'Antilibano. Mechalia figlia di Aram sposò Beniamino figlio di Giacobbe, dando vita alla tribù khanea dei Bene-Yamina/Beniaminiti..

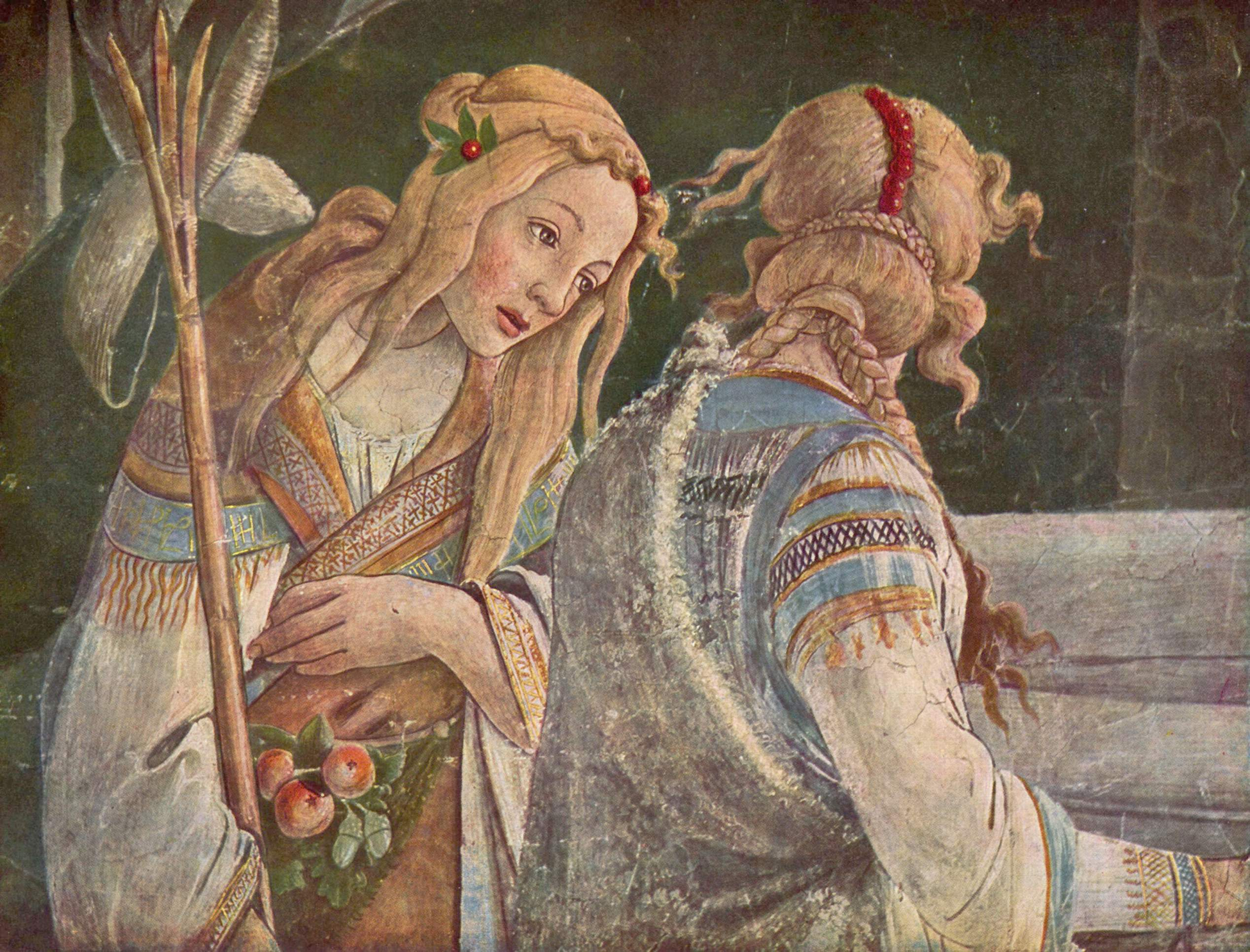
Le figlie di Ietur, nella Cappella Sistina

Probabilmente a queste fonti si ispirarono gli storici musulmani, poiché notiamo che Baydawi afferma che Ithro/Iethur – suocero di Mosé – fu figlio di Mikail ben Yashjar ben Midian e, nel Tafsir-i-Raufi, che lo stesso sceicco kenita discese da Lot/Lawd. Shuayb/Iethur assunse nel Corano, Sura 11. 86; 29. 36, una funzione da protagonista, come profeta di Allah, fra i remoti precursori di Maometto. Nell'Alto Medioevo i cristiano-arabi Ghassanidi, come i Drusi/Muwahhidūn/Monoteisti, dal Basso Medioevo a oggi, si considerarono e si considerano discendenti dei Keniti e di Ietro.
Infine, nel Targum, i Keniti sono pur definiti Salmaiti, forse in riferimento, come osserveremo, alla tribù amorrita dei Khaneo-Simaliti e a 1 Cronache 2. 55 dove sono ricordati come Simeatiti.

## Fonti extra-bibliche
Il regno aramaico di Ghetur - nell'XI secolo a.C. - cade sotto il controllo degli aramei di Sobah e Damasco, poi, con la conquista degli Assiri, sembrano sopravvivere soltanto dei principati soggetti a 'sceicchi' proto-arabici. Nel VI secolo a.C. si ha notizia del regno arabico di Hazur/Hazar/Hazor nel nord Hawran (Ezechiele 47. 16; Geremia 49. 28) che ricorda il nome safaitico degli Iturei, yzr, o il biblico Iturea.

### Il regno aramaico di Ghetur, l'Auranitide e l'antico regno di Ammon
L'Auranitide corrisponde in larga parte agli antichi regni di Gheshur (Ghetur in Aramaico - Jetur/Yetur in Safaitico) a nord e degli Ammoniti a sud, risalenti all'XI secolo a.C. Ghetur nel IX secolo a.C. fu incorporato nel grande regno aramaico di Sobah.
In 1 Cronache 2: 23 – Giosué 13: 12-13 si menziona l'insediamento degli Aramei nella futura Auranitide e nel Golan:
Nel cuore del regno di Ghetur si pone oggi la regione di Iturea/Djedour - e il villaggio di Thereya -. Cosa che fa ritenere a molti studiosi che questa provincia fu effettivamente il primitivo nucleo del regno itureo. Ghetur pare sotto la sovranità della Casa di Maakah/Beth-Maakah al tempo di re Davide nel X secolo a.C., che sposa la figlia di Thalmai re di Ghetur, a sua volta discendente da re Amihud. Già all'epoca Ghetur sembra in parte identificarsi con la Terra di Tob. Infatti, il re Maakah di Tob e Ghetur si allea con gli Ammoniti per muovere guerra a re Davide. Peraltro i Maakahiti sono citati in diversi passi biblici, forse come discendenti del kenita-midianita Kaleb e della concubina Maakah.
Recenti scavi archeologici hanno identificato la capitale del regno di Ghetur con la città ellenistica di Bethsaida a nord-est del Mar di Galilea. Le evidenze archeologiche dimostrano che la capitale Ghetur/Tzur fu una potente e ricca città, di dimensioni maggiori di Gerusalemme, abitata da una popolazione mista aramaico-hurrita, fondata intorno al 1000 a.C.
Tuttavia già nel XIV secolo a.C. nelle lettere di Amarna è citata una confederazione di città gheturite.
Nel I secolo d.C. il geografo Tolomeo rammenta gli stessi Iturei/Batanei - così identificati da Plinio il Vecchio, Naturalis historia 5. 19. 81 - ancor insediati nell'Auranitide/Hawran e Batanea/Bashan:
Fra l'883 e l'858 a.C. il re assiro Ashurnazirpal cita fra le sue conquiste le regioni di Yaraki (Yerka/Acri?) e Yahturi (Iturea?), nei pressi dei fiumi Oronte e Litani. La testimonianza è contenuta nella stele degli Annali di Ashurnazirpal, situata sul Nahr el-Kelb – nella montagna libanese di Ba'li raʾsi -. Nel testo si indica il cammino in mezzo alle montagne di Yaraki e Yahturi. Nell'Iscrizione del Toro del re assiro Shalmasser III, il monte Yaraki è posto presso l'Anti-Libano e il Regno di Hamath. Da tale indicazione si può dedurre che Yahturi sia una delle montagne del Libano.

### Itur re-divinità dei Khanei e l'Ipotesi Kenita
Secondo diversi assiriologi, Itur-Mer/Ilwr-Mer fu la principale divinità dei Khanei-Simaliti, una popolazione amorrita, che domina il medio Eufrate e l'Antilibano dalle città di Mari, Khana e Nazala, quest'ultima 35 km a nord di Damasco, nella prima metà del II mill. a. C. Lo Schmidt, e alcuni altri studiosi, sostengono che Itur sia la divinizzazione di un sovrano di Mari d'epoca accadica, ovvero vissuto prima dell'arrivo dei nomadi/beduini Khanei, nel XXIV secolo a.C. (probabilmente Kharrum-Itur 2373-64 a.C.).

La notazione è interessante per il nostro argomento, poiché in fonti extra-bibliche, prima dell'epoca ellenistica, non esiste alcun riferimento ai Keniti o Midianiti, come tali denominati. I Keniti - in Ebraico Qeiyniy - potrebbero identificarsi con i pre-arabi Khanei che dominano l'intera Transeufratica, sino al Libano a ovest, a sud sino a Meluhha/Amalek nel nord Arabia. Infatti, i Khanei-Simaliti al loro interno annoverano la sotto-tribù degli Amorim - inclusa nella tribù/gayum degli Ashur/Atur -. Ossia una suddivisione tribale omonima degli Amiri/Iambri, che vedremo all'origine della dinastia regnante sugli Iturei propriamente detti. Una conferma deriverebbe dall'accertata identificazione della divinità Itur con lo stesso Baalshamin - oltre che con il sovrano divinizzato - adorato in epoca ellenistitica dagli Iturei.

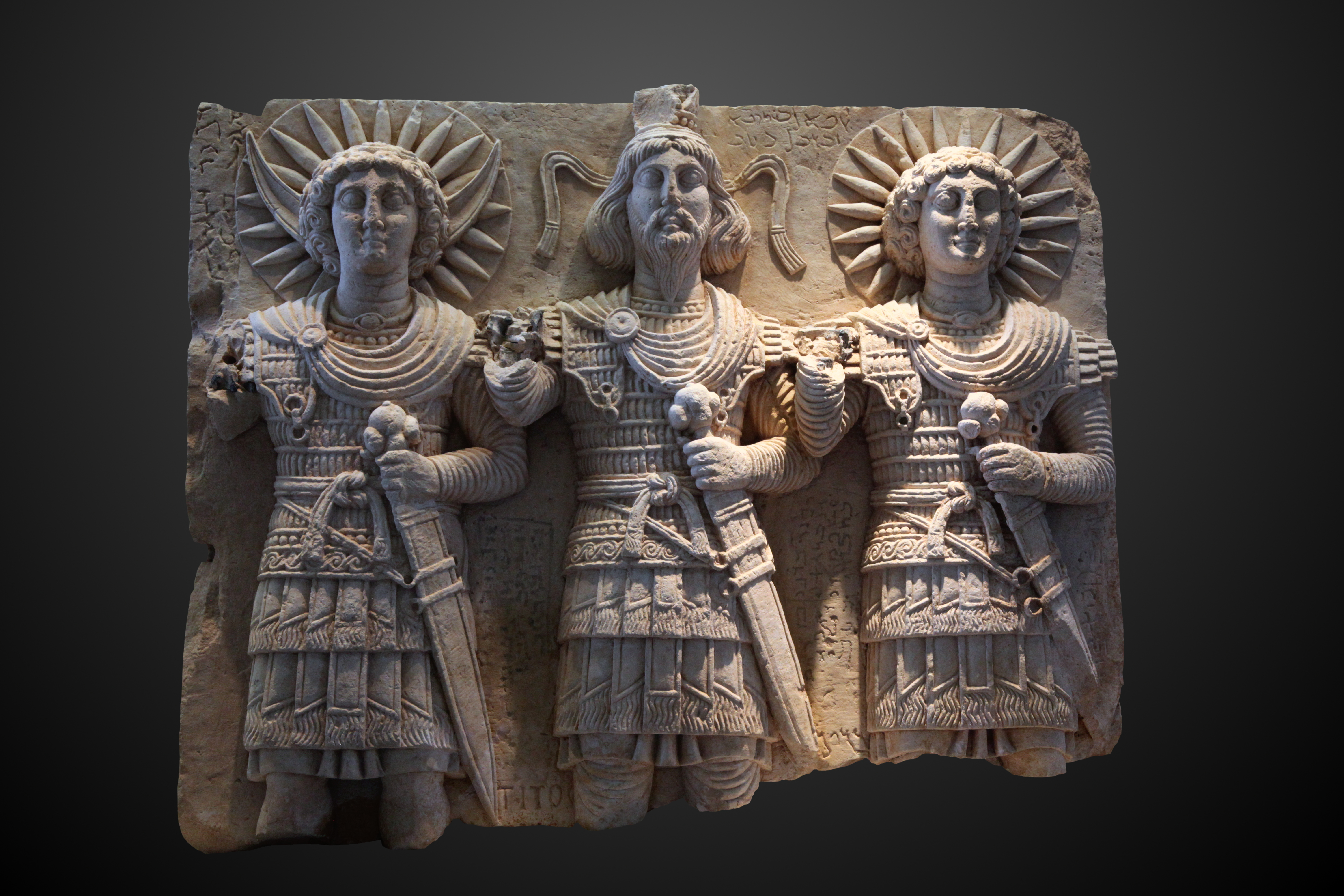
Baalshamin/Athtarshamin/Itur, suprema divinità dei Khanei e degli Iturei, affiancato da Sole e Luna, in un rilievo della prima metà del I secolo d.C., proveniente dal territorio di Palmira

In epoca assira, inoltre, il regno di Hamat è occupato temporaneamente dal khaneo/beduino Zakir/Zakkur, che fonda il tempio di Iturmer/Ilwmer nella piazzaforte di Hazrak/Hatarikka, presso la futura città iturea di Emesa. Alcuni passi biblici, di straordinario interesse storico-religioso, definiscono in effetti i Keniti-Rechabiti - custodi 'fondamentalisti' della purezza religiosa yahwista - "figli di Hamat" e ancora nel II secolo a.C. li pongono come residenti non in Gerusalemme ma nella capitale iturea di Chalcis nel Libano.
Una parte fondamentale nella costituzione della tribù israelita di Giuda fu recitata dai Keniti-Midianiti. Sino al IV secolo d.C. gli Israeliti considerarono l'attuale Jebel al-Lawz – nella terra arabica di Madyan/Midian – il sacro monte Sinai della Bibbia, dove furono consegnate a Mosé le Tavole della Legge. E dove la religione di Yahweh fu trasmessa dal re-sacerdote Ietro/Ietur agli Ebrei. Quivi, nella fascia costiera orientale del Mar Rosso, i Midianiti/Madyaniti furono insediati – secondo gli archeologi – sin dal Tardo Bronzo.
Nel I secolo d.C. Philo da Byblos, Mosé 1. 47 – seguendo la tradizione biblica dei Settanta del III secolo a.C. - pone il Sinai-Horeb nei pressi della città di Midian/Madyan, in Arabia, a est del golfo di Aqaba, e non nella cosiddetta penisola del Sinai. Philo, in Mosé 2. 70, identifica il Monte Sinai con il Jabal al-Lawz, la montagna “più elevata e sacra della regione”. Analoghe e circostanziate testimonianze, sulla localizzazione a est del Mar Rosso della Montagna di Dio/Sinai, provengono nel II secolo d.C. da Claudio Tolomeo, Geografia 6. 7, 27; e nel III secolo d.C. da Origene. Nel IV secolo si aggiunge l'ulteriore autorevolissima testimonianza di Eusebio da Cesarea.
La localizzazione della vicenda mosaica in terra arabica, tuttavia, è solo uno degli elementi che costituiscono la cosiddetta “Mydianites-Kenites Hypothesis”, che considera la religione di Yahweh originata fra i Keniti e non fra gli israeliti. Aderiscono a questa dottrina – già consolidata fra '800 e '900 - molti fra i maggiori studiosi biblici, come, ad esempio: G. von Rad, M. Noth, H. Rowley, A.H.G. Gunneweg, M. Weippert, M. Weifeld.

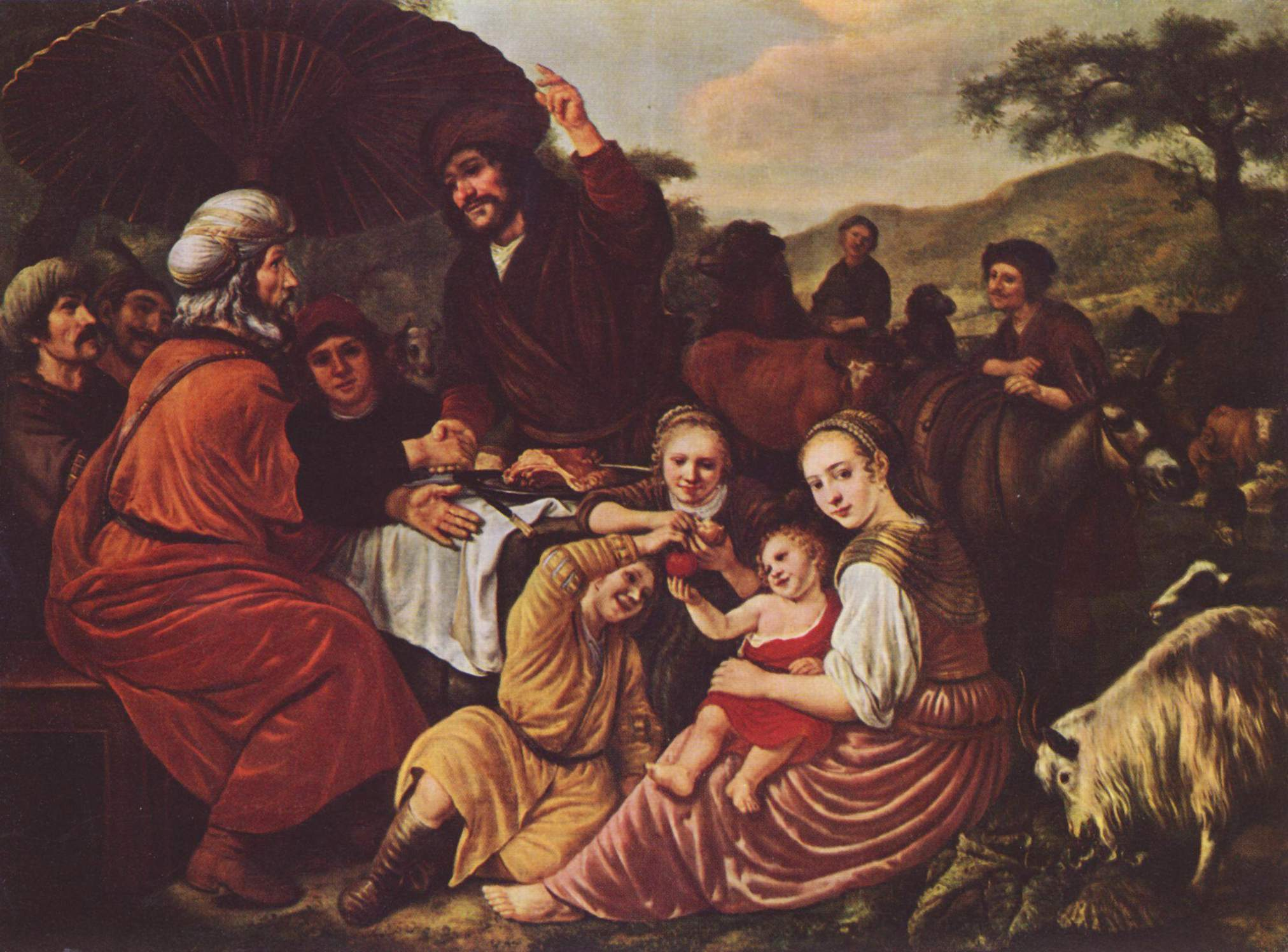
Il re khenita Ietro indottrina il genero Mosé

#### Skenites e Khanei
I Khanei, nell'antico Accadico, furono pur definiti "asibut kus/ltari" ossia "Viventi nelle tende". Così, ad esempio, i primi diciassette sovrani della Lista reale assira sono detti "sarrani asibutu kul-tari". In epoca neo-babilonese il deserto siriano è definito "mat-kus-tari". Gli autori romani, ispirandosi ai greci tradussero il nome dei nomadi arabici in Skenites, dal greco skené/tenda.

### Gli Iturei nell'Impero assiro
Negli ultimi decenni dell'VIII secolo a.C.,in una missiva, si informa che gli Assiri, allo scopo di sottomettere i potenti stati fenici di Tiro e Sidone, inviarano in Libano un contingente d'assalto - costituito da arcieri a cavallo - denominato in numerose fonti Itu'aya/Ituei – nome derivato da Ituwa/Atuwa -. Ovvero delle truppe appartenenti a una casta guerriera assira, originata da una tribù aramaica, guidata da un rab ali, ossia un governatore di rango reale, detto anche nasiku/principe-sceicco. Gli Ituei sono presenti con compagnie di 50 cavalieri presso tutti i governatorati provinciali dell'Impero assiro, nonché presso il Palazzo, nella "Coorte del Re". Non è possibile stabilire una relazione diacronica certa degli Ituei con gli Iturei, tuttavia alcuni elementi accomunano i due popoli a distanza di secoli; come ad esempio il culto di una trinitaria divinità solare, la leadership fra le tribù aramaiche e arabiche, la speciale abilità nell'uso dell'arco a cavallo – che gli Ituei introducono per primi nell'Antichità - nonché l'insediamento nell'Antilibano.Intorno all'anno 722-723 a.C. Ashur/Atur Ishmeani, “l'Uomo di Itu”, governatore della città di Kakzi, compie spedizioni punitive contro le regioni ribelli di Kue/Cilicia e Samaria. Ancora nel 693 a.C. “l'Uomo di Itu” ossia il nasiku itueo Atur/Ashur Taklak sottomette la città fenicia di Arvad. Fatti che inducono a ritenere che la colonia ituea si fosse stabilizzata o riposizionata nell'Antilibano.
Itu/Yth/Il Salvatore è un attributo proprio a una divinità aramaico-arabica, probabilmente derivata da Itu, una forma trinitaria della divinità solare Surya, presente in Babilonia sin dall'epoca degli indo-iranici Kassiti, nel XVI secolo a.C. Infatti, gli Ituei sembrano stanziati, dall'inizio del IX secolo a.C., nella regione a nord di Babilonia, a Tikryt sul Tigri, e nel medio Eufrate a Bab-bitqi/Hit. Nella seconda metà dell'VIII secolo a.C. gli Ituei controllano l'Antilibano, che è sottratto - anche formalmente - da parte del sovrano assiro Esharaddon - dall'anno 671 a.C. - alla città fenicia di Tyros.

### Il nasiku Ammili-ti, i Bene Amili/Amiri e il Regno di Jabal Amili
Bel-liqbi, il governatore assiro di Supat/Sobah – negli ultimi due decenni dell'VIII secolo a.C. - redige alcune lettere che ci forniscono informazioni sullo sceicco/nasiku Ammili-ti, della tribù dei Bene Amili/Amiri/Iambri – Imliq è il singolare di Amliq -. Ossia il capo della medesima tribù dell'itureo Antioco da Palmira – sopra citato -. Ancor oggi la regione compresa tra la Galilea del nord e la valle di Beqaa è denominata, dalle popolazioni arabiche, Jabal Amili, la sede ab antiquo della tribù Amili al-Amaliq. Queste lande, successivamente in epoca islamica, furono il centro culturale d'irradiazione dei musulmani sciiti.
Proprio nella medesima valle – presso Riblah e oltre il fiume Hadina – operava Ammili-ti, che risulta insediato nella Beqaa come coltivatore di giardini e costruttore di stalle per l'allevamento di mandrie ovine, transumanti nel Damasceno. In una missiva il governatore assiro accusa gli uomini di Ammili-ti di disturbare i suoi uomini e ordina allo sceicco di spostare il suo popolo a nord, a Yasbuq, ricevendo campi e giardini in risarcimento di quelli occupati.
Ammili-ti minaccia di scrivere al re Sargon per protesta, poi passa all'azione attaccando un convoglio assiro che da Damasco trasportava i donativi delle province alla capitale assira. Il contrattacco di Adda-hati, governatore di Hamat, fa rifugiare i Bene Amili nell'inaccessibile Jebel Kalamun, a nord di Damasco

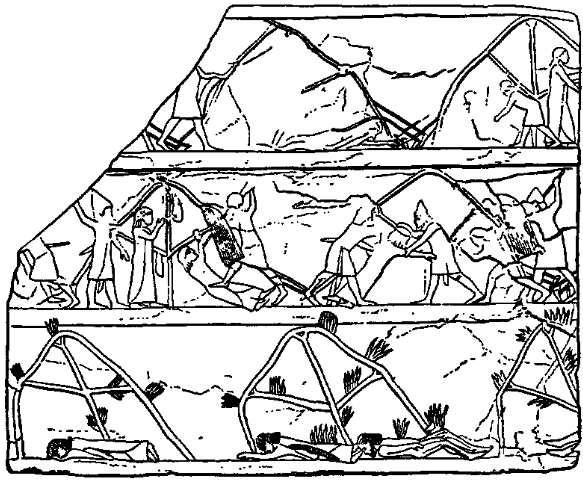
Truppe assire attaccano tende arabe

### Sumu'ilu/Simal: gli Arabi di Midian, Palmira e Damasco nel VII secolo a.C.
Nei primi due decenni del VII secolo a.C., le fonti assire riportano le vicende degli arabi Sumu'ilu, alleati o confederati con il potente regno arabico di Qedar/Khedar. Il principale centro urbano in cui operano i re dei Simaliti è la città di Tayma nel nord-est dell'Arabia, un tempo territorio di Midian e dei Keniti. Peraltro i Sumu'ilu/Simaliti ricordano nella denominazione, molto d'appresso, i Simaliti appartenenti alle tribù khanee del II mill. a. C., nonché il nome del re amorreo di Ur e Larsa, Sumu'ilu (della fine del sec. XIX a.C.), forse lo stesso mitico re Sumayda, antenato degli Iturei di Palmira, nella leggenda arabica.
Sumu'ilu, peraltro, è scritto sm'l, esattamente come la tribù khanea.
Uaita' ben Birdada, re dei Sumu'ilu, opera - a metà del VII secolo a.C. - a fianco dell'esercito di Shamash-shum-ukin re assiro di Babilonia, ribelle contro il fratello Ashurbanipal. I Sumu'ilu sono sconfitti in Babilonia e nei pressi di Palmira/Tadmor, nonché confinati da Ashurbanipal nella regione di Damasco, dove nel secolo seguente sorgerà il regno arabico di Hazur, nella nord Traconitide. Alcuni biblisti sono convinti dell'identificazione Hazur/Hazor con Ietur/Iturea, trattandosi di una variante di lettura

### I Tobiadi signori della Terra di Tob
Nella seconda metà dell'VIII secolo a.C. il Libano e Ammon-Moab sono sotto il governatore assiro Qurdi-Assur-lamur. Lo stesso alto ufficiale che introduce nell'Antilibano gli Ituei. Il governatore in una lettera annuncia l'arrivo di un messaggero del principe Ilaya-nur di Tabil. Tabil è una regione tra l'Auranitide e Ammon da molti specialisti posta in relazione con la biblica Terra di Tob e la dinastia dei Tobiadi che dominerà la regione sino all'Età Ellenistica. Nondimeno, i principi di Tabil, pochi anni appresso, nel 734-733 a.C. appaiono ribelli all'Impero assiro. Infatti la coalizione anti-assira, guidata da Rasyan di Damasco, Peqah di Israele e Hiram II di Tyros si propone - senza riuscirvi - di rovesciare il governo filo-assiro di Ahaz di Giuda e di sostituire il sovrano davidico di Gerusalemme con il principe di Tabil/Tob (Isaia 7. 6). Questi avvenimenti hanno fatto inferire a alcuni storici che anche i Tobiadi appartenessero al ceppo giudeo-midianita della stirpe di Davide.
Nel VII secolo a.C., la regione di Ammon e l'Hawran a su-est di Damasco furono occupati dai Qedariti, un potente regno arabico che aveva capitale a Adummatu-Dumah nel nord dell'Arabia. Le incisioni rupestri safaitiche di queste regioni - di cui parleremo più avanti - risalenti al III secolo a.C.-V secolo d.C., denotano che queste popolazioni dell'Auranitide professano diffusamente il culto della divinità Ruda/Reshep, caratteristica del pantheon qedarita. L'osservazione può far inferire che un forte substrato etnico qedarita si sia mantenuto nell'Auranitide anche successivamente al collasso del loro regno.
Intorno alla metà del VI a.C. le vetuste epigrafi rinvenute nel sud dell'Auranitide testimoniano il passaggio dalla corsiva ammonita a una nuova forma scrittoria – e lingua - di tipo aramaico imperiale. Da queste nuove evidenze culturali si può desumere l'occupazione di Ammon/Sud-Auranitide da parte di una popolazione aramaica, probabilmente, come osserveremo, gli stessi Iturei.
Sul piano politico, la nuova popolazione di lingua aramaica si insedia o reinsedia in Ammon alla fine della cattività babilonese, quando i Persiani permettono il ritorno dei Giudei in Gerusalemme. L'avvenimento corrisponde all'incardinarsi in Ammon di uno stato semi-indipendente - o meglio di una prefettura dipendente dalla satrapia persiana di Damasco -. La politica persiana è rivolta a rispettare i poteri locali, inserendoli nel sistema imperiale, come nel caso della potente dinastia giudeo-ammonita dei cosiddetti Tobiadi signori di Ammon, rientrati anch'essi – in Transgiordania - dall'esilio babilonese. Tobia, secondo la Bibbia, fu escluso dal potere in Gerusalemme, poiché – narra il profeta Ezra – non riuscì a documentare la sua appartenenza alla tribù giudaica.
A distanza di secoli, i discendenti dei Tobiadi continuano a egemonizzare Ammon e nell'impero ellenistico dei Tolomei – e poi dei Seleucidi - ottengono importanti uffici, come quello di stratego – comandante militare – dell'Auranitide/Ammon e quello di collettori delle tasse dell'intera provincia siro-palestinese di Celesiria, con capitale a Damasco. L'ultimo tobiade conosciuto, il noto Ircano che amplia l'imponente castello-palazzo di Tyros – nell'Auranitide meridionale – si spegne intorno al 169 a.C.

## Zabdibelo e la formazione dello stato itureo
Dopo la morte di Ircano e la crisi del potere dei Tobiadi, gli Iturei rafforzano le loro strutture di potere. In Auranitide la leadership è assunta dal nuovo stratego seleucide Timoteo, del quale tuttavia non possiamo inferire se appartenne alla medesima dinastia tobiade, che governò questa regione per almeno quattro secoli. Certamente gli studiosi – in base alla geografia delle piazzeforti coinvolte nella guerra - ritengono che al comando di Timoteo si radunano truppe dalla Fenicia e dalle città ituree di Gaulanitide e Auranitide (Bostra, Bosor, Alena, Edrei/Itur, Caspein, Maker, Carnaim, Yaizar e Raphon). Questi dati sono confermati anche dallo storico coevo Eupolemo, che fissa la presenza degli Iturei in Auranitide intorno alla metà del II secolo a.C.

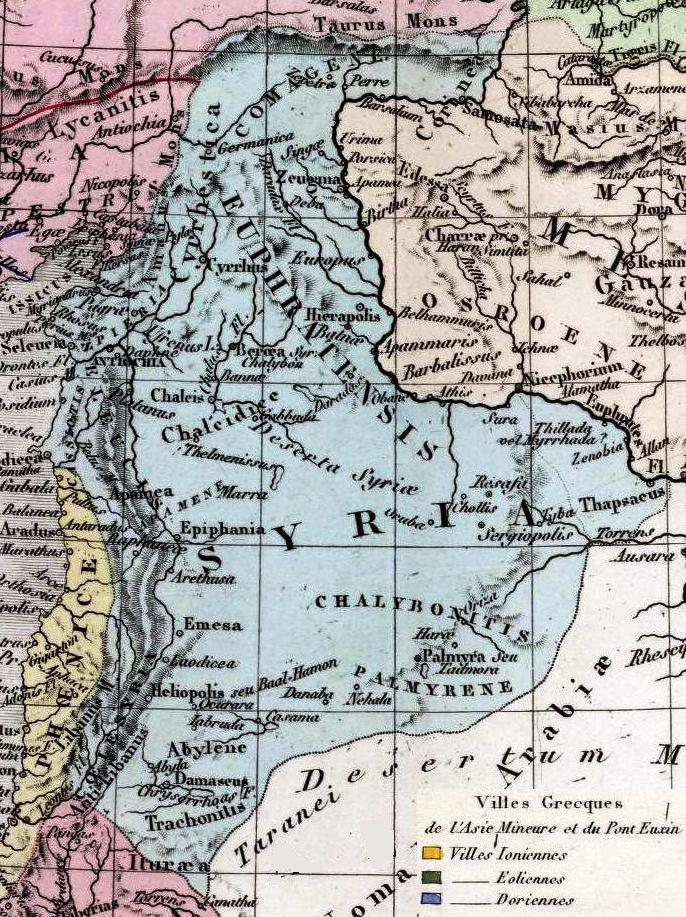
La regione siro-libanese occupata dagli Iturei in epoca ellenistica, II secolo a.C. - I secolo d.C.

Elementi, tali, da far ritenere il principato itureo – oggi spesso identificato con il solo Libano – unito con Hawran e Bashan, costituendo un'unica fascia continua, agitata e indipendente, che separò la Palestina e la Transgiordania dalla Siria, nel periodo intercorso tra Alessandro Magno e Erode il Grande. Una separazione politica che tuttavia corrispose al proficuo controllo strategico di fondamentali vie di comunicazione commerciali e socio-culturali da parte dei Tobiadi prima e dei filarchi iturei successivamente.
Timoteo è sconfitto ripetutamente dai sovrani asmonei di Gerusalemme fra il 164-162 a.C., in particolare nella provincia di Yazeyr, a circa 15 km da Philadelphia/Amman.
Tuttavia, Timoteo, secondo i libri dei Maccabei fu affiancato da un filarca, probabilmente in rappresentanza delle popolazioni ituree del territorio. Nondimeno, l'organizzazione dell'ethnos itureo deve risalire almeno al secolo precedente. Sin dal 217 a.C. alla battaglia di Rafah, presso Gaza, l'esercito seleucide di Antioco III – contrapposto all'egiziano Tolomeo IV – annovera ben diecimila fanti e cavalieri “arabi” al comando del filarca Zabdibelo/Zabdiel. La battaglia fu favorevole ai Tolemaidi e soltanto nel 198 a.C. la Celesiria e il Libano poterono passare nelle mani dei Seleucidi, a cui gli Iturei sembrano alleati (Polibio, Le Storie, 5. 79. 8).

### Menahem/Monikos
Secondo lo storico Stefano di Bisanzio, la fondazione della città iturea di Chalcis nel Libano, avvenne a opera dell'eparca arabo Monikos in onore della sposa – di origine calcidica – dell'imperatore Antioco III il Grande. Questi si sposò nel 192 e morì nel 187-186 a.C., dunque la fondazione della futura capitale del regno itureo dovrebbe risalire a quegli anni. La testimonianza dello storico bizantino sembra confermata dal famoso filosofo Giamblico – discendente dai re e gran sacerdoti iturei – che nel IV secolo d.C. rammenta, tra i suoi avi, Monimos, corrispondente al semitico Menahem/Mon'im (Ezra 2. 60).
Nella Tosefta 4. 28 – legge orale ebraica del II secolo d.C. - si racconta che una delle 24 famiglie sacerdotali del Tempio gerosolimitano fu esclusa da alcune funzioni per l'apostasia di una sua rappresentante, certa Miriam, che sposò uno stratego della corte dell'imperatore Antioco – probabilmente il III - padre del profanatore del Tempio, Antioco IV. Questi è lo stesso sovrano che impone Menahem/Menelao - “non sacerdote” - come sommo sacerdote di Gerusalemme. Il Tempio salomonico è così adibito al culto itureo-fenicio di Baalshemin. Si tratta dello stesso Menahem che risulta sacerdote del Tempio gerosolimitano solo per parte materna, come nella tradizione della Tosefta.

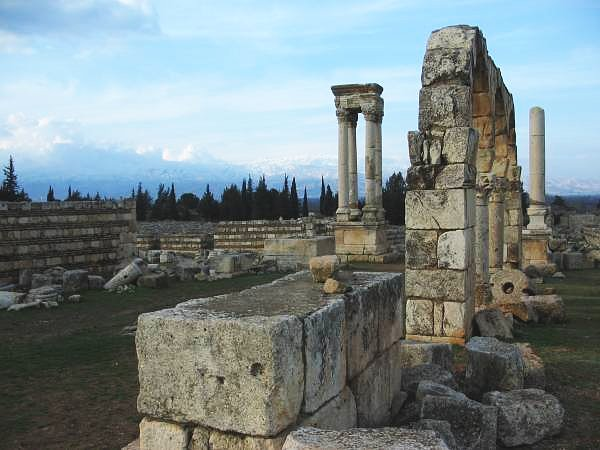
Rovine di Chalcis del Libano, antica Sobah-Hagar

### I Bene-Iambri/Figli di Giamblico
Giamblico I – conosciuto come Diocles Zabdiel in Diodoro Siculo, Fragmenta 32. 10 – regna a nord nella città di Abae/Motho, secondo molti autori nei pressi di Apamea, ma anche a Chalcis del Libano e, sembrerebbe, nel sud di Ammon nella città di Madaba – sull'altopiano chiamato Mishor -. La presenza in Ammon farebbe anticipare al 160 a.C. le notizie su Giamblico I. Infatti, in quell'anno e in 1 Maccabei 9. 35-40, è descritta l'uccisione di Iochanan/Giovanni Asmoneo da parte dei Bene-Iambri/Figli di Giamblico, nonché la ritorsione dei Maccabei-Asmonei, che massacrano il corteo nuziale di un figlio del filarca itureo:
La tribù di Iambri celebra una grande festa nuziale e la sposa, figlia di uno dei più ricchi signori di Canaan, arriva dalla città di Nadabat con un corteo imponente. Si ricordarono allora dell'uccisione del loro fratello Giovanni e andarono a nascondersi sulle montagne, in una grotta. Stettero ad osservare e videro un grande corteo e gente in festa; lo sposo con i suoi amici e i suoi fratelli, bene armati, andavano incontro al corteo al suono dei tamburi e di altri strumenti musicali. Dal loro nascondiglio, gli uomini di Gionata si gettarono su di loro e li massacrarono. Molti furono feriti e gli altri fuggirono sul monte e gli uomini di Giuda si impadronirono del bottino.»
Nàdabat – la città del ricco cananeo - per Giuseppe Flavio è Gabatha, probabilmente la Gabatha/Aij-Nadin di Iturea e Decapolis, dove si svolse una grande battaglia tra Bizantini e Arabi nell'anno 634. Infatti, Giuseppe Flavio afferma che la sposa proveniva da un'importante famiglia “araba”; e spesso gli Iturei furono identificati con gli Arabi.
Tuttavia, alcuni storici hanno identificato la famiglia della sposa con la potente dinastia cananeo-fenicia degli strateghi e sommi sacerdoti discendenti da Tolomeo di Thraseas, con autorità sul Tempio di Gerusalemme, la Fenicia e la Celesiria. I quali effettivamente sembrano imparentati nel 64 a.C. con il tetrarca itureo Tolomeo Menneo, pronipote di Giamblico I, parente "per matrimonio" con alcuni regoli fenici, e erede del nome e dell'autorità di Sommo Sacerdote in Celesiria. La Celesiria/Coelesyria e Fenicia – nell'accezione amministrativa del II secolo a.C. - è la regione libanese a sud del fiume Eleutheros.
Le grandi proprietà, i villaggi e le fortezze di Tolomeo di Thraseas sono descritte in una stele - risalente agli anni 198-195 a.C. - scoperta a Hefzibah, presso la città palestinese di Beth-Shean e a sud del Mar di Galilea. Tolomeo eredita dal padre, o ottiene da Antioco III, numerosi villaggi nella provincia di Beth-Shean/Schytopolis. La medesima Beth-Shean o Beisan è il luogo nei pressi della battaglia dell'anno 634 tra i Bizantini e gli arabi del califfo Omar Ibn al-Kathab: dunque la Gabatha/Nàdabat da cui proveniva la sposa del figlio di Giamblico è una delle fortezze appartenenti allo stratego e sommo sacerdote Tolomeo di Thraseas. La famiglia di Tolomeo di Thraseas fu originaria della colonia dorica di Aspendos in Pamfilia, e alla metà del III secolo a.C. i suoi avi ricoprirono la carica di sacerdoti dei Theoi Adelphoi - culto dinastico dei faraoni Tolemaidi - e del culto eponimo di Alessandro Magno in Egitto. Anche per il Settipani la discendenza - per via femminile - dei tetrarchi iturei da Tolomeo di Thraseas risulta probabile.

#### Giamblico-Zabdiel
Nel 151 a.C. vi è notizia relativa alla dinastia dei cosiddetti Sampsiceramidi, sovrani di Emesa e Iturea. In quest'anno si rammenta il re Yamlikel/Giamblico, insediato con il suo seguito nel territorio di Apamea - ma secondo altri studiosi in Auranitide - nella media valle del fiume Oronte, al quale il seleucide Alessandro Balas affida le cure del figlio.
Nel 146 a.C., Giamblico I – che Giuseppe Flavio chiama Malchus (Antichità 13. 5. 1) – consegna, dopo lunga resistenza, il piccolo futuro Antioco VI al generale Diodoto Trifone d'Apamea, a patto che l'erede succeda sul trono del padre Alessandro Balas (1 Maccabei 11. 39). L'anno dopo, nel 145 a.C., le fonti menzionano ancora il re Giamblico I come alleato di Diodoto Trifone nella conquista della città siriana di Chalcis nel Libano, che diverrà la piazzaforte per le operazioni militari contro Demetrio II. Lo storico Diodoro Siculo (33, 4a) specifica che Giamblico I – proveniente dalle regioni arabiche - fu largo di aiuti e supporto all'esercito di Diodoto. Giuseppe Flavio ricorda pure che Diodoto, dopo aver ottenuto la custodia di Antioco VI, “ritornò dall'Arabia in Siria”, dunque la sede principale di Giamblico I, all'epoca, sembrerebbe situata nella futura provincia romana di Arabia, con capitale Bostra. Questa corrisponde all'Auranitide, un altopiano vulcanico dominato da alcuni centri urbani, una regione che nella documentazione successiva, negli ultimi decenni del I secolo a.C., rientra ancora – almeno per la parte nord - nel territorio controllato dal tetrarca itureo Zenodoro, figlio di Lysania I. L'Auranitide meridionale, infatti, risulta annessa al regno dei Nabatei soltanto intorno all'anno 84 a.C..

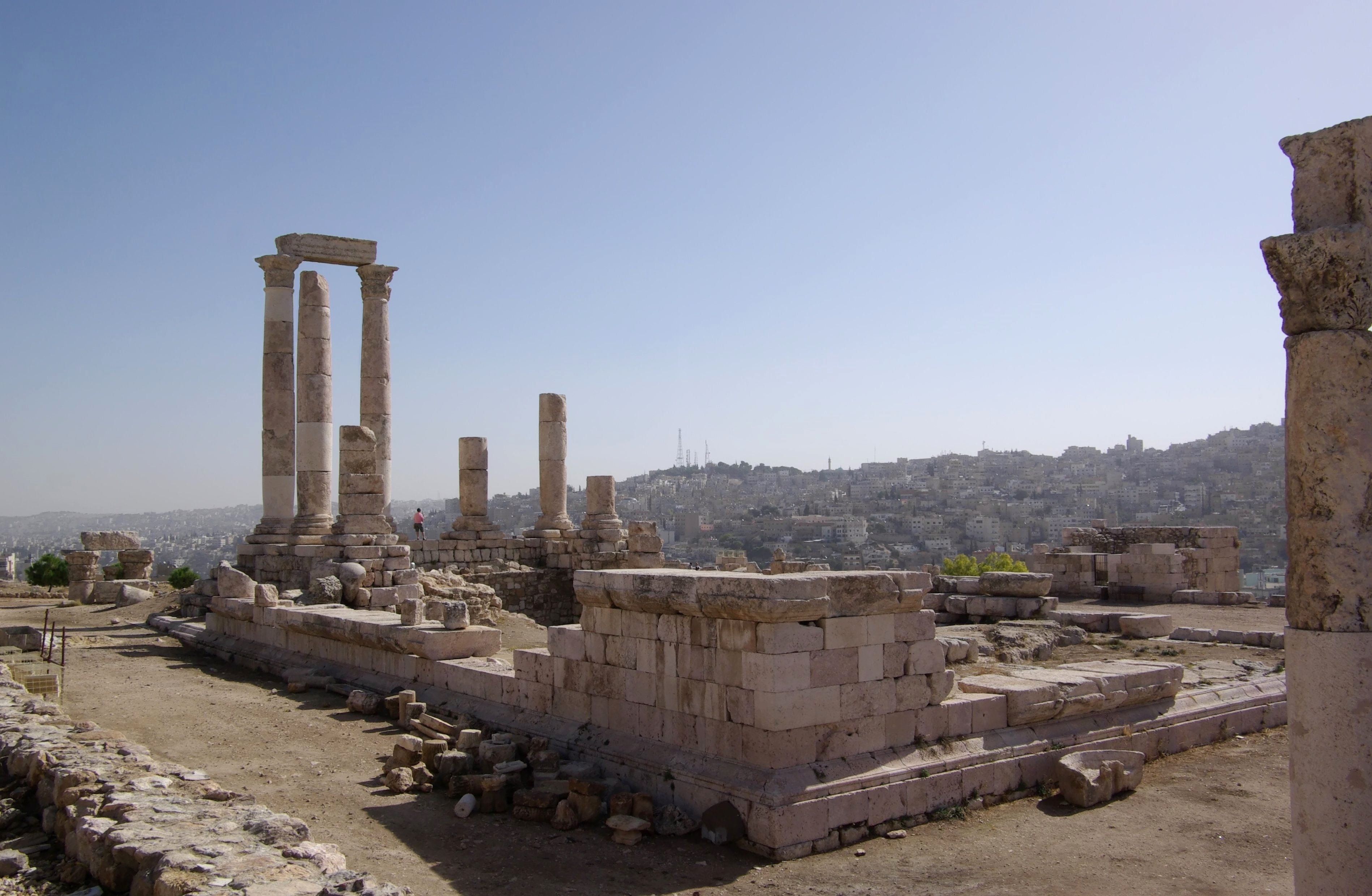
Philadelphia/Amman, sede dei filarchi arabi Zeno Cotylas e di suo figlio Teodoro, negli anni 134-100 a.C. ca.

L'identificazione di Abae/Abas/Motho - citata da Stefano di Bisanzio e sede di Giamblico I - con una località nei pressi di Apamea, non meglio precisata, resta tuttavia molto incerta. In realtà esiste in Arabia una ben precisa localizzazione di Motha. Abae/Abas o Motha/Mothana è Imtan in Hawran, una piccola città sede di guarnigione militare nel periodo romano, non lontano da Bostra. Quivi Giamblico I fu protagonista del tradimento nei confronti del suo alleato Alessandro Balas, sovrano seleucide che gli aveva affidato il figlio in tenera età. Dopo la battaglia di Oinoparas del 145 a.C. - combattuta contro Demetrio II di Siria alleato con Tolomeo VI - Alessandro si rifugia in Arabia, presso il palazzo di Giamblico a Motha. Con lui sono cinquecento cavalieri e due suoi generali, questi ultimi su ispirazione di Demetrio II lo uccidono. Giamblico invia la testa dell'usurpatore Balas a re Tolomeo, che però muore dopo pochi giorni a seguito delle ferite riportate nella battaglia.
Secondo 1 Maccabei 15. 40 l'alleanza tra il generale Trifone e Giamblico, contro Demetrio II, durò a lungo allo scopo di conquistare Antiochia. Giamblico stanziò il quartier generale a Chalcis del Libano - la futura capitale del regno - (Diodoro Siculo 33. 4). Tuttavia sembra che nel 143 a.C. vi fu una battaglia tra Gionata Maccabeo - alleato di Trifone in quel momento - e gli arabi Zabadeni presso Lebo-Hammat nel Libano. Questo avvenimento sembra indicare l'instabilità delle coalizioni o l'esistenza di un indipendente polo politico rappresentato dagli Iturei. Molti autori infatti ritengono vi sia un rapporto tra Zabadeni e Bene-Iambri o Iturei guidati da Giamblico-Zabdiel. Il villaggio di Zebed e l'altopiano di Zebdani, che richiama il nome dei primi re iturei, è posto oggi tra Damasco e la regione di Abila, altra capitale di una tetrarchia iturea.
Il nome Zabdiel/Zabdilah rimase per secoli caratteristico dei sovrani iturei. Ad esempio, Bat-Zabbai/Zabdilah è il patronimico arabo di Aurelia Zenobia, imperatrice di Palmira nel 272 d.C., che in seguito osserveremo connessa genealogicamente con i re iturei di Emesa.

## Dalle tetrarchie di Calcide e Abila al Regno itureo

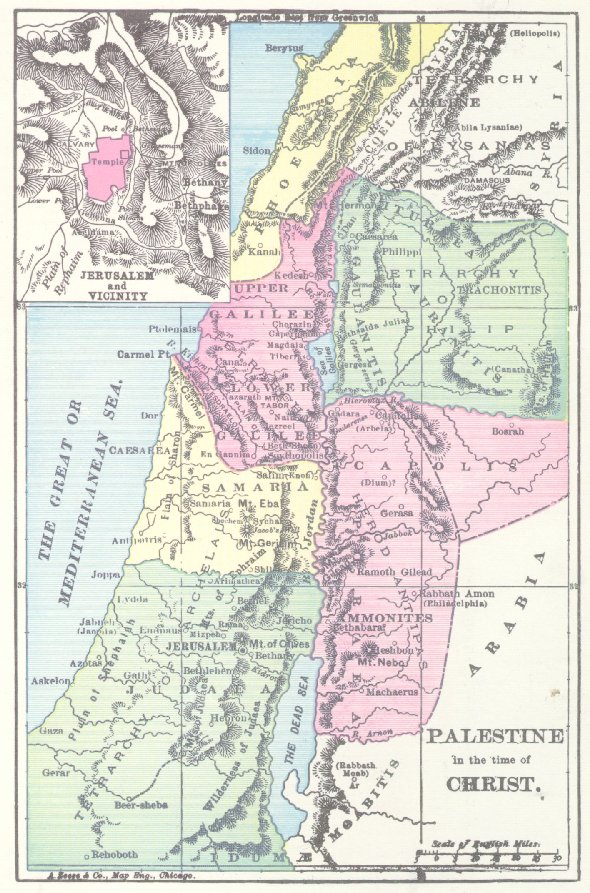
La suddivisione politica della Traconitide, Hawran, Abilene e Tetrarchia di Lysanias nel nord della Palestina e Transgiordania all'inizio del I secolo d.C.

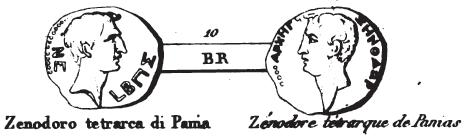
Moneta di Zenodoro, figlio di Lysanias I, tetrarca e sommo sacerdote di Iturea, amministratore del Regno di Chalcis dal 36 al 30 a.C. - per conto della faraona Cleopatra VII -. Poi, sino al 20 a.C., signore delle toparchie di Banias-Ulatha, Gaulanitide, Traconitide, Auranitide, Batanea e Abilene

### La Casa di Zeno al governo di Emesa e Chalcis
Lo storico del I secolo Giuseppe Flavio narra che alla morte di Erode il Grande (7-4 a.C. ca.) l'imperatore Augusto, in un solenne concistoro nel tempio di Apollo sul Palatino, decise di affidare l'eredità del sovrano idumeo ai suoi tre figli: Erode Archelao, figlio della samaritana Maltace, fu designato come erede al trono con dominio diretto sulla Giudea, Samaria e Idumea, attribuendogli solo il titolo di etnarca e non quello di re; Erode Antipa, fratello di Archelao anche per parte di madre, fu designato come tetrarca della Galilea e Perea; infine Filippo, figlio di Cleopatra di Gerusalemme, fu designato come tetrarca delle regioni ituree, ossia le toparchie di Traconitide, Gaulanitide, Batanea e Auranitide:
(Giuseppe Flavio, Guerre giudaiche, 2. 95)
rendeva a Filippo una rendita di cento talenti.»
(Giuseppe Flavio, Antichità giudaiche 17. 319)
Nei due passi paralleli lo storico identifica Zeno con il tetrarca itureo Zenodoro da Chalcis. E questo permette di ipotizzare un legame dinastico tra lo Zeno della seconda metà del I secolo a.C. e l'omonimo filarca arabo di Filadelfia e Gerasa della seconda metà del II secolo a.C.
Infatti, il medesimo Giuseppe Flavio rammenta Sampsiceramo I re di Emesa e Tolomeo Menneo figlio di Soemo, tetrarca di Chalcis, tra i comandanti delle truppe che affiancarono Gaio Giulio Cesare nella campagna di conquista dell'Egitto (47 a.C.). Da un'iscrizione di Heliopolis risulta che lo stesso Sampsiceramo fu figlio di un Soemo. Di conseguenza risulta molto probabile che i due re-clienti libanesi fossero due fratelli o cugini. Inoltre, è da rammentare che il filarca emeseno Giamblico I, sin dalla metà del II secolo a.C. aveva posto il quartier generale militare a Chalcis del Libano. Ancora, il re emeseno Soemo IV, nel I secolo d.C., è definito “itureo” dal medesimo storico Giuseppe, esattamente come i tetrarchi di Chalcis. Giuseppe è un contemporaneo di Soemo IV, sicuramente informato sugli stretti nessi familiari tra le due casate.
Tolomeo Menneo fu attivo almeno dall'85 a.C. e terminò il suo regno nel 40, mentre per Sampsiceramo si inizia con le prime citazioni in Siria, nel 69 a.C., per terminare al 43 a.C. Entrambi i figli di Soemo, dunque, appartengono sicuramente alla medesima generazione, e essendo adulti nei primi decenni del I secolo a.C. è probabile che nacquero alla fine del II secolo a.C.
Del padre Soemo I, vissuto nella seconda metà del II secolo a.C. non sembra rimasta traccia storica, se si esclude, forse, una moneta coniata intorno al 100 a.C. Sia per la corrispondenza dei territori amministrati, sia per il ripetersi dei nomi dinastici, è possibile collegare Soemo I alla famiglia dei filarchi arabi Zeno Cotylas e Teodoro ('Dono di Dio'/Zabdiel), padre e figlio, che operano in Perea e Transgiordania, sulle orme di Giamblico I, negli ultimi decenni del II secolo a.C.
Dopo la morte di Soemo III tetrarca di Iturea, nel 49, gli succede sino al 53 il figlio Varo/Noaros, poi viceré di Erode Agrippa II - tetrarca di Abila, Galilea, Perea, Traconitide - sino all'anno 66, anno in cui Noaros si ribella. Successivamente l'Iturea è controllata da Soemo IV, stretto parente di Noaros che protegge dalla vendetta di Agrippa; in una stele di Heliopolis, Soemo IV è definito "Gran Re" figlio del Gran Re Sampsiceramo II, è sovrano di Hims/Emesa, Ko'p'/Sofene, Iturea, patrono della colonia romana di Heliopolis/Baalbek, console onorario dell'Impero romano, fedele alleato e sostenitore di Vespasiano e Tito. Soemo IV appartiene dunque alla dinastia iturea dei 'Sampsiceramidi', nonché stipite della dinastia imperiale dei Severi, che 'esporteranno' e affermeranno in tutto l'Orbe il culto itureo di Heliopolis e Emesa.

## Soemo/Suhaym, re itureo d'Armenia, e l'ingresso nella famiglia imperiale degli Antonini
Gaio Giulio Soemo/Sohaemus/Suhaym (vissuto intorno al 110-182 d.C.), secondo lo storico Settipani, fu il figlio di Gaio Giulio Avito, propretore di Licia e Pamfilia e console dell'Impero Romano negli anni 147-149. Quest'ultimo, a sua volta, era il figlio del filarca emeseno Gaio Giulio Longino Soemo, pronipote di Gaio Giulio Soemo, “Gran Re” dell'Armenia-Sophene e Iturea, negli anni 54-74 ca.
Secondo il Settipani inoltre, Soemo nacque da una sorella del re arsacide Sanatruq I (72-110), essendo dunque cugino di Vologese I di Armenia, suo predecessore sul trono armeno.
All'atto dell'incoronazione Soemo sembra che abbia assunto il nome Tigranes (VII) - come l'idumeo Gaio Giulio Tigranes (VI), pronipote di Erode il Grande che lo precedette sul trono armeno -.
Se già il “Gran Re” Soemo ricevette le insegne consolari – probabilmente solo a titolo onorifico – il pieno ingresso dei dinasti iturei nella più alta aristocrazia consolare romana si ebbe, dunque, soltanto con Giulio Avito, al tempo dell'imperatore Antonino Pio, fondatore della omonima dinastia imperiale.

Il Regno di Armenia alla meta del II secolo d.C.

Soemo è posto sui troni di Armenia, Gordyene e Sophene dall'esercito romano, intorno all'anno 140, ma deve cedere il regno negli anni 161-163 e 168-172, sotto la pressione dei Parti, per poi terminare il lunghissimo dominio nel 182, probabilmente affiancato, negli ultimi anni, dal figlio Sanatruq II. Al 163 d.C. risale la seconda incoronazione a opera dell'imperatore Lucio Vero, co-reggente con il fratellastro adottivo Marco Aurelio, cerimonia immortalata in una nota moneta aurea dell'epoca.

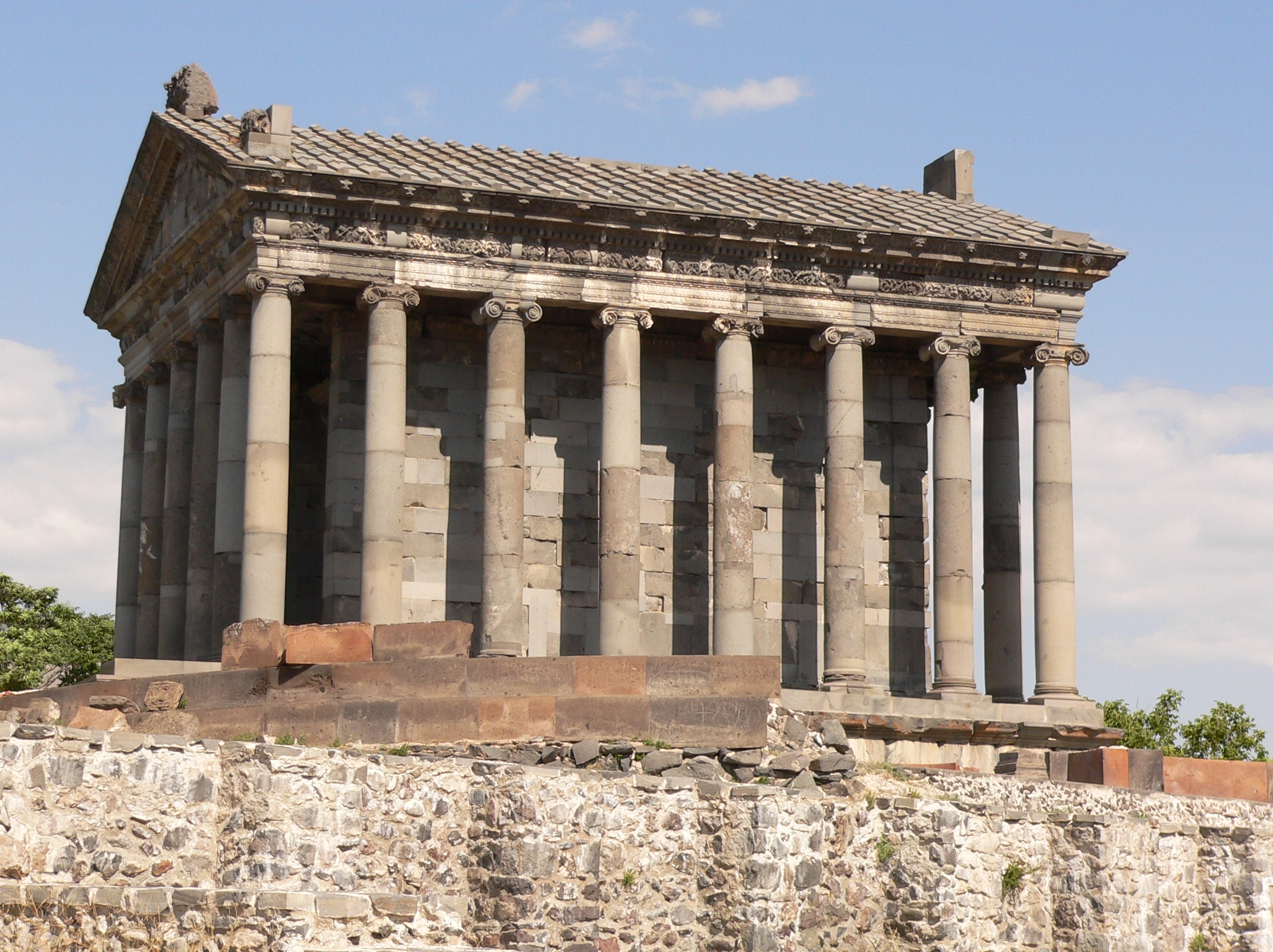
Il Tempio-mausoleo di Garni (Turchia), dove fu sepolto il dinasta emeseno Soemo/Sohaemus re d'Armenia nel 140-182 d.C.

Nel romanzo del II secolo Babyloniaca, l'autore Giamblico afferma di esser vissuto alla corte armena di Soemo, qualificato anche come senatore e console (suffecto?) dell'Impero Romano.
Il cronista armeno Mosé da Corene – basandosi sulla Storia dell'Armenia del Bardesane – rammenta che l'imperatore Lucio Vero concesse a Soemo, come seconda moglie, la mano della cognata Rufa (Rupilia?), probabilmente la sorella di Gneo Claudio Severo marito di Annia Aurelia Galeria Faustina, cognata di Lucio Vero e figlia di Marco Aurelio.

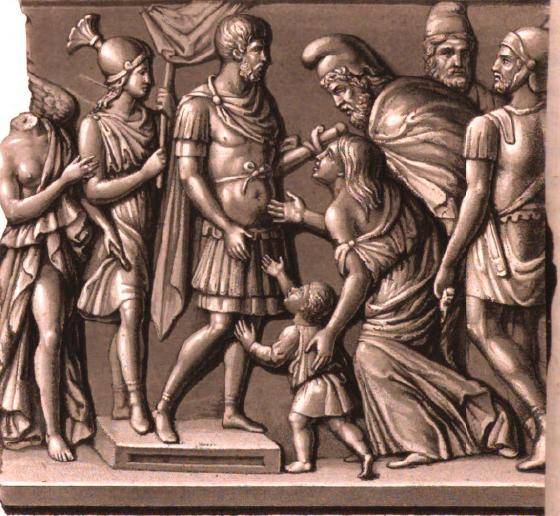
Soemo, re d'Armenia, Sophene e Gordyene, insieme alla moglie Rufa e al figlio Sanatruq II, chiedono all'imperatore Lucio Vero la restituzione del trono nel 163 d.C. - Incisione tratta dall'Arco di Trionfo di Lucio Vero e Marco Aurelio in Roma.

Rufa sarebbe dunque figlia di Gneo Claudio Severo Arabiano, originario del Ponto, in Anatolia, primo governatore della provincia di Arabia Petrea. Da quest'ultimo discese pure Annia Faustina, la terza moglie dell'imperatore itureo Marco Aurelio Antonino, detto Elogabalus. Il primo di tali matrimoni determinò l'accesso della dinastia iturea nell'ambito della casa imperiale degli Antonini.
Rufa – Ropi in lingua armena - diede quattro figli maschi a Soemo, i quali furono investiti delle ampie signorie armene di Naxijevan, Vaspurakan e della Gordyene/Corduene orientale, costituendo nei secoli seguenti le quattro linee dei principi detti Ropsiani (da Rufa/Rupilia). Di questa stirpe si ha ricordo nelle cronache armene sino alla metà del V secolo d.C.
Il successivo accesso al soglio imperiale di Settimio Severo, che rivendicò una presunta adozione da parte dell'Antonino Marco Aurelio, fu certamente favorito dal suo matrimonio con la principessa emesena Giulia Domna, effettivamente imparentata con la dinastia degli Antonini, nonché al centro di un complesso intrico di alleanze politiche e matrimoniali con le maggiori dinastie dominanti il Vicino Oriente.

## I Severi: da filarchi di Emesa e Iturea a imperatori di Roma
La dinastia imperiale dei Severi guidò l'Impero Romano dal 193 al 235 d.C., rappresentando, per alcuni cronisti, un quarantennio di inerzia e difficoltà, mentre, per i commentatori cristiani, i Severi garantirono una parentesi di pace e tranquillità se non di favore, rispetto ai periodi di persecuzione anti-cristiana antecedenti e successivi. I Severi incarnarono la prima monarchia romana di origini extra-europee: importarono massicciamente in Occidente nuove concezioni ideologiche e nuovi culti religiosi, siro-orientali e neo-ellenistici, che furono successivamente rielaborati in un'originale sintesi, sociale e culturale, che prefigura la Societas Christiana di stampo medioevale.
Nondimeno, epigoni della dinastia imperiale emeseno-severiana saranno gli imperatori Filippo I l'Arabo – con il figlio Marco Giulio Severo Filippo II e la moglie Marcia Otacilia Severa – negli anni 244-49, suo fratello Gaio Giulio Prisco, Imperatore d'Oriente nel 249-251, Alessandro Uranio Severo d'Emesa – negli anni 253-54 Imperatore d'Oriente – e Licinio, Imperatore d'Oriente negli anni 312-324 – cognato di Costantino I il Grande - che amava definirsi discendente da Filippo I l'Arabo. Oltre, naturalmente, al ramo familiare di Palmira che assunse la porpora d'Oriente negli anni 261-273 d.C.

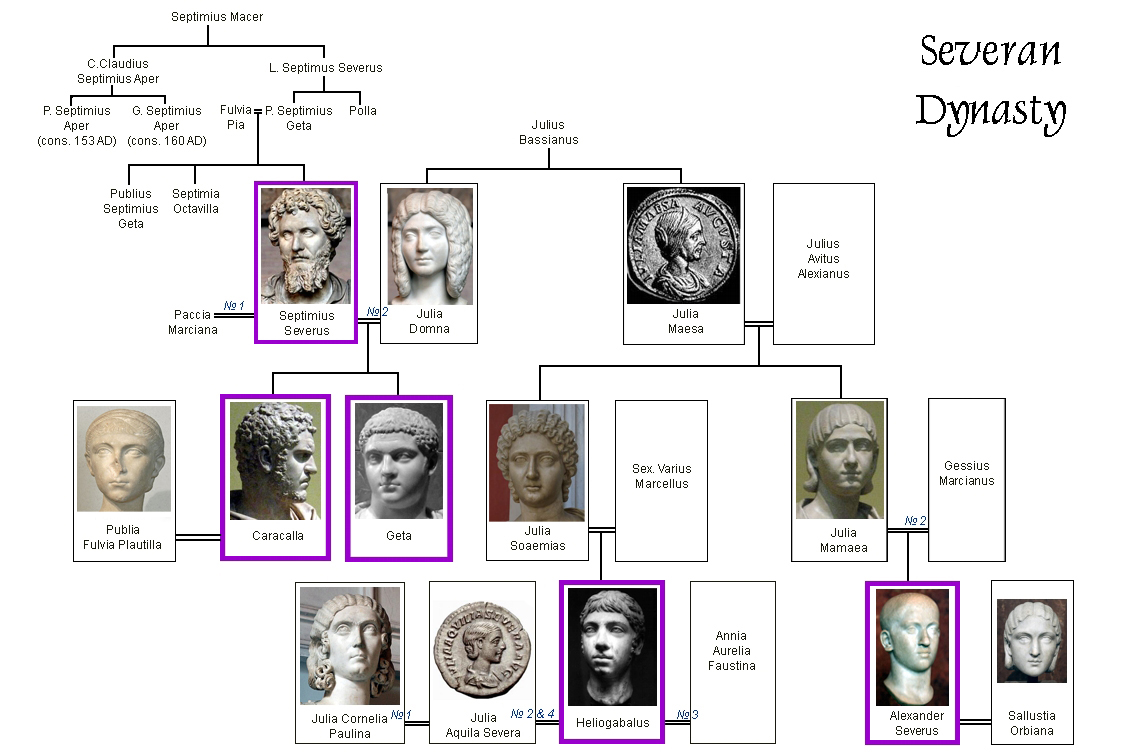
Tratto genealogico dei Severi

### Settimio Severo, il fenicio studioso dei misteri orientali e Giulia Domna
Lucio Settimio Severo fu un cavaliere e senatore romano di origine punico-fenicia nato a Lepcis Magna in Africa nel 145 d.C. Nel 179, nominato legato della Legione IV Scitica, Severo prese stanza in Siria presso Emesa – in “Massyas” come fu denominato l'altopiano dell'Antilibano - dove conobbe la famiglia di Giulio Bassiano, sommo sacerdote della Pietra Nera emesena, nonché discendente dei locali sovrani iturei. Severo entra così in contatto con i filosofi del Sol Invictus Elagabalus. Il culto 'solare' del bétilo di Emesa raffigurava la religione monoteista di El-Gabal/Dio della Montagna, ossia una divinità - innominata – identificata con Baalshamin/Athtarshamin. I templi emeseni richiamavano all'epoca la devozione di diversi popoli e regni siriani – secondo la testimonianza di Herodianus – che annualmente facevano affluire nel tesoro templare ricchi doni e merci preziose, apportando al locale Sacerdos Amplissimus una notevole autorevolezza politica e economica, non solo religiosa.
Emesa, inoltre, rappresentava il principale emporio dei prodotti provenienti o diretti a Palmira; il portale mercantile tra Impero Romano, l'altopiano iranico e l'Estremo Oriente. La felice posizione della città – all'imbocco della pista per Palmira, sul fiume Orontes, e all'incrocio della via per Antiochia a nord e i porti fenici a ovest e sud – favorì la fortuna di Emesa: le acque del fiume e quelle di un lago vicino permisero di allevare ricche mandrie di cavalli e cammelli. Nonché coltivare vino e olivi in abbondanza. Nel III secolo d.C. Emesa raggiunse un certo splendore che trova eco nei versi del poeta Rufio Festo Avieno (Descriptio Orbis Terrae, v. 1081-86):
 La città, narra ancora Avieno – divenuta nel 193 d.C. capitale della Provincia Siro-Fenicia – è pur un centro brillante di vita intellettuale e religiosa, sotto la guida dello sceicco Giulio Bassiano, Amplissimus Sacerdos:

#### Giulia Domna, la madre araba di Roma imperiale
Giulia nacque intorno al 170 d.C. da Giulio Bassiano/Basus, sommo sacerdote e cittadino romano, forse Settimio Severo la conosce dodicenne nel 182, ma all'epoca è già sposato. Severo, romano di origini fenice, non è soltanto un abile condottiero ma pur un appassionato bibliologo e studioso delle religioni orientali: è molto attento all'interpretazione degli oracoli e ai sogni premonitori. Sogna che una fanciulla gli porterà in dote l'Impero e chiede la mano di Giulia Domna. Questa nel 187 raggiunse Settimio a Lione, dove fu di stanza in qualità di governatore della Gallia Lugdunense.
La carriera di Severo, tuttavia, si interrompe nel 190 a causa della rivolta fallita del cugino della moglie, Giulio Alessandro da Emesa, che si diletta simbolicamente nella caccia al leone in Siria – attività riservata all'Imperatore romano – e tenta di restaurare il potere reale in Emesa. Sono coinvolti nella ribellione – agli occhi dell'imperatore Commodo - Settimio Severo e Giulia Domna.
La festa tuttavia è solo rinviata, Domna divenne imperatrice nel 193 d.C., ottenendo il titolo di Augusta, e successivamente quelli di Mater Caesaris, Mater Augusti et Caesaris, Mater Augustorum, Mater Augusti et Castrorum, ma, soprattutto, quello di Mater Senatus et Patriae, da nessuna imperatrice romana mai assunto in passato. In verità, il Senatus romano è in parte ridimensionato nei suoi poteri; Settimio Severo istituisce il Consilium Principis, formato da cinquanta senatori e venti giureconsulti, che assume le funzioni di organo legislativo e consultivo dell'Impero, dando stura a una serie di profonde riforme delle principali strutture statali.

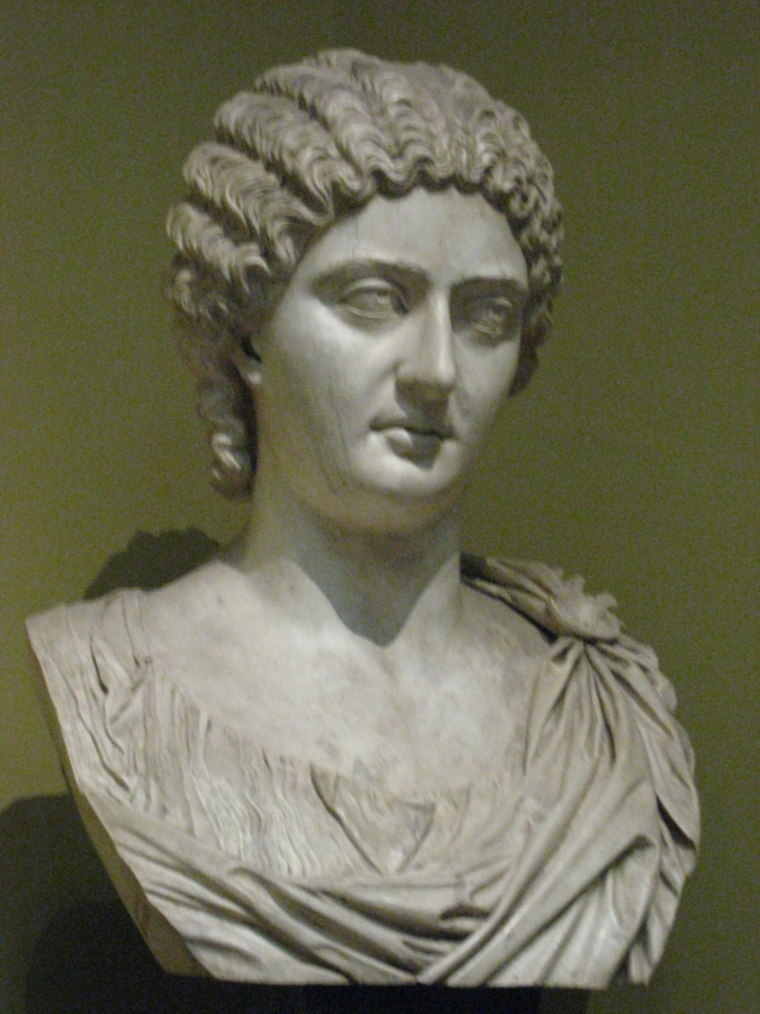
Iulia Domna/Nera imperatrice araba di Roma e moglie del punico Settimio Severo, 193-217 d.C.

Domna presiede – su delega dell'imperatore – la settima celebrazione, nella storia romana, dei Ludi Secolari, nell'anno 204, assume le vesti di madre istituzionale dell'Impero, è avvicinata alle divinità della Vittoria, Giunone e Cibele. Con il marito, appare partecipe del sincretismo religioso che trovava fortuna nelle élite imperiali:.
Domna aderisce all'ideologia di Plutarco, che vede nel Sole e nella Luna due metafore di Dio, come l'Imperatore è posto sulla Terra a rappresentare la divinità. L'imperatrice assume dunque il diadema lunare come Severo la corona radiata solare. Baricentro tra Oriente e Occidente, ammiratrice del pensiero cristiano di Origene e del neopitagorico Apollonio di Tiana, tra il 200 e il 205, Domna costituisce un cenacolo di intellettuali, neosofisti, medici, storici e giuristi: Antipatro da Ierapoli, Ermocrate, Eliodoro, Filostrato, Claudio Eliano, Antonio Gordiano, Galeno, Filisco Tessalo, Cassio Dione, Papiniano, Ulpiano, Giulio Paolo ecc.

### La benevolenza verso il Cristianesimo
Pur praticando e credendo nella Philosophia-Religio perennis del Sol Invictus, i Severi non considerarono il Cristianesimo estraneo a tali credenze, anzi lo vissero come emersione globale di tale profonda e arcaica Traditio filosofico-teologica orientale, cioè come sua alta espressione diffusa in tutto l'Impero:
Tuttavia, il culto imperiale romanico – originato da Heliopolis, Emesa e Palmira – non si conclude con la dinastia severiana, anzi giunge all'apice a cavallo dei secoli III-IV, denotando la profonda incidenza esercitata dalle popolazioni itureo-arabiche nella cultura del tempo, certo non meno rilevante del Mitraismo persiano. Non solo, le caratteristiche sincretistiche del culto itureo, e la sua apertura al Cristianesimo, hanno fatto concludere ai maggiori specialisti che:
Tertulliano analizza le disposizioni di Settimio Severo nei confronti dei Cristiani: esse paiono ispirate da una benevolenza che dovette offrire ai fedeli qualche garanzia di sicurezza. Cyprianus testimonia una longa pax per i Cristiani nell'Impero nella prima metà del III secolo, anche se non mancarono persecuzioni nelle provincie, e Settimio Severo dovette opporsi alla furia anti-cristiana delle plebi pagane. Suo figlio, Antonino Caracalla fu allevato da una nutrice cristiana e fu amico del cristiano Proculo, autorevole membro della corte imperiale. La Constitutio Antoniniana di Caracalla, del 212, estende la cittadinanza romana a tutti i Cristiani, a cui è concessa la pratica palese della devozione, come testimoniato dalle coeve lapidi cimiteriali, mentre il filosofo siro-cristiano Bardesane dedicherà il suo trattato Sul destino all'imperatore Vario Antonino Elogabalus. Analogamente, il cristiano Ippolito dedica il trattato Intorno alla Resurrezione all'imperatrice reggente Giulia Mamea, madre di Alessandro Severo, ossia dell'imperatore che riconoscerà la personalità giuridica della Chiesa, garantendone i diritti reali di proprietà.

### IlMonarchianismodi imperatore e papa
Nella sua breve, giovanile e scapestrata esperienza imperiale, Elogabalus elaborerà, all'interno della sua dinastia, concezioni fondamentali sul Monoteismo in Cielo e la Monarchia in Terra: in parallelo la Chiesa cattolica e papa Callisto - “fautore” di Elagabalus – affermano l'unità teologica Dio/Uomo in Cristo. Imperatore e papa verranno entrambi uccisi nell'anno 222.

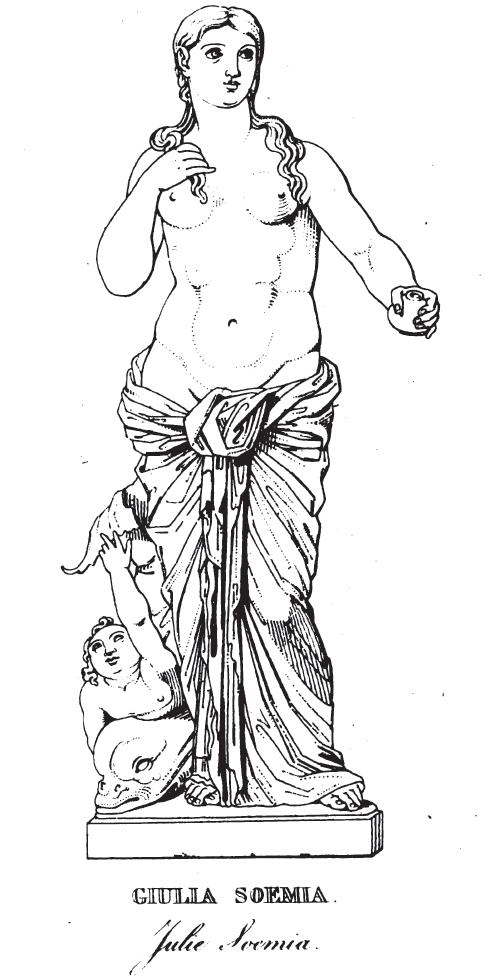
Giulia Soemia da Emesa - madre dell'imperatore Marco Aurelio Antonino - sotto forma di Venere, in incisione riproducente statua già presso il Foro Prenestino a Roma

Callisto induce la Chiesa, con la cosiddetta teologia monarchiana, all'identificazione in un'unica persona della Trinità; Logos-Padre-Figlio. Una consimile tendenza teologica è ascrivibile al cenacolo di intellettuali severiani presieduto da Giulia Domna, moglie di Settimio Severo, ispiratrice della Vita di Apollonio di Tiana, opera commissionata dalla sovrana al filosofo Filostrato, in cui si rielabora il concetto monarchiano dell'Unico Dio Sole, la divinità dai molti nomi, catalizzante e unificante i culti diffusi nell'Impero.

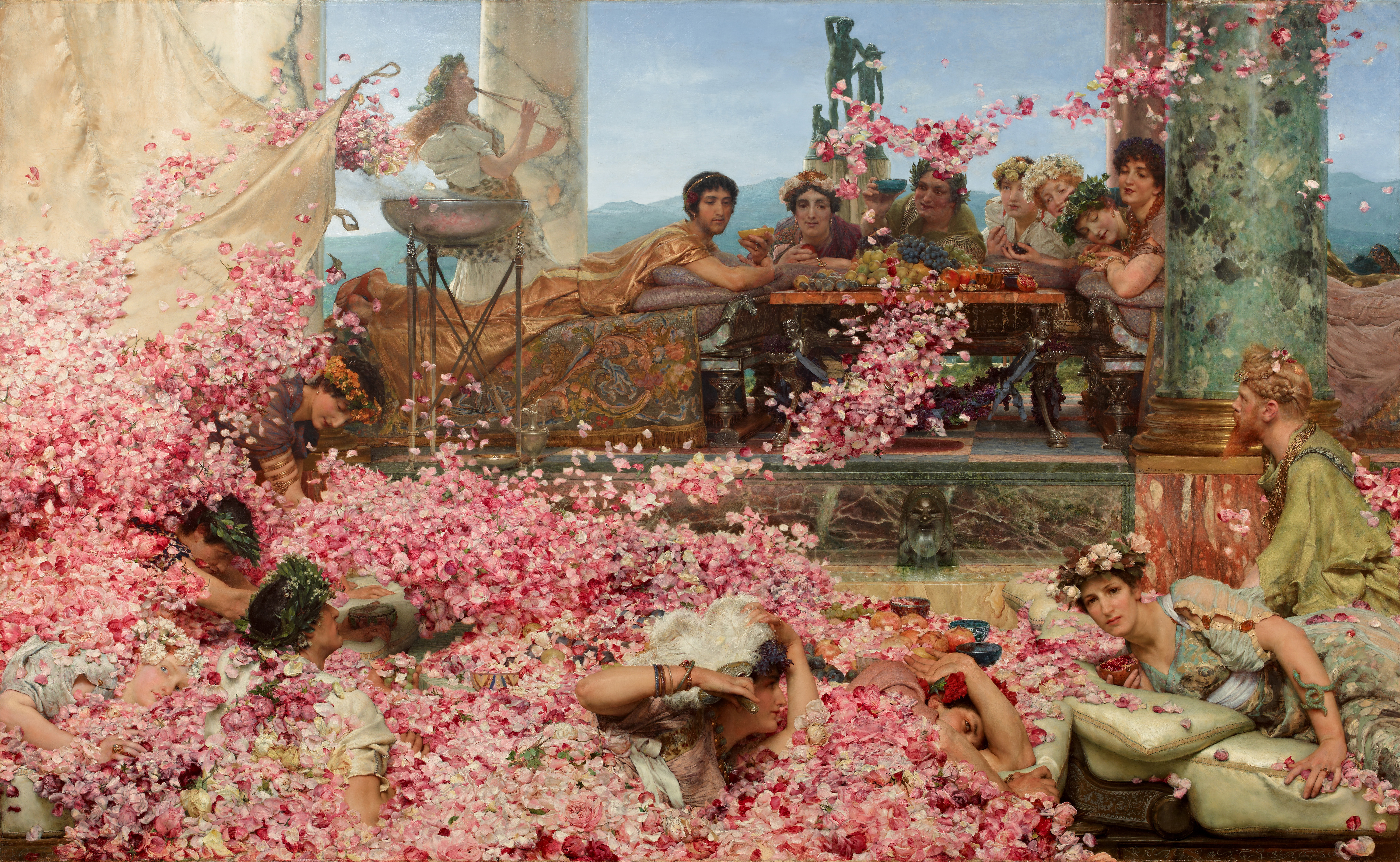
Marco Aurelio Antonino, 218-222 d.C., soprannominato nella tarda antichità Elogabalus

Il successore di Elogabalus, l'imperatore Alessandro Severo, emana un rescritto a favore del culto del papa martire Callisto, nonché tenta di porre il Cristianesimo sullo stesso piano del culto solare:
Il tempio realmente iniziato a edificare da Alessandro fu la Basilica Alexandrina, posizionata fra il Campo Marzio e la Saepta di Agrippa, ovvero un enorme impianto templare con colonnati di 300 m di lunghezza per 30 m di larghezza, rimasto incompiuto per la morte prematura del sovrano. Mentre la devozione per Cristo fu solo di tipo personale, con l'edificazione di una statua del Messia nella cappella palatina dell'imperatore, dove furono raccolte le effigi degli antenati di Alessandro, insieme a quelle di Abramo, Orfeo e Apollonio di Tiana. Nondimeno, l'imperatore arabo incaricò il cristiano Giulio Africano dell'istituzione di una biblioteca presso il Pantheon, lo stesso erudito cristiano che dedicò a Alessandro i suoi Kestoi.

### Arqa Ituraeorum: la patria di Severo Alessandro, il Serpente color porpora
(Imperator Caesar Marcus Aurelius Severus Alexander Pius Felix Augustus, Pontifex Maximus, Tribuniciae potestatis XV, Imperator X, Consul III, Pater Patriae)

Il procuratore imperiale Gessio Marciano nasce intorno al 170 a Arqa Ituraerorum – o nel vicino Tempio del Sole di Akkar-el-Atiqa dedicato anche al culto di Alessandro Magno, come vorrebbe Aelius Lampridius -. Arqa è una delle capitali delle tetrarchie ituree, controllate dal ramo emeseno della famiglia arabica, 22 km a nord di Tripoli. Gessio sposa la cugina Giulia Avita Mamea – figlia del siriano Gaio Giulio Avito Alexianus – dando i natali – al primo ottobre del 208 - nella medesima città iturea, all'imperatore Gessius Alexianus Bassianus. 

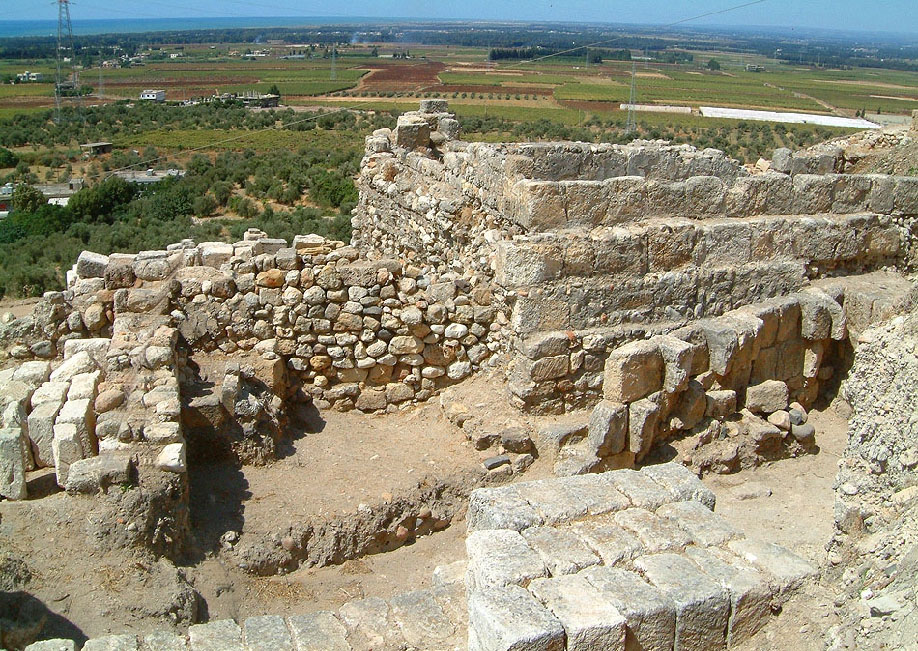
Resti della fortezza di Arqa Ituraeorum nel nord del Libano

La nascita di Alexianus/Alessandro nel Tempio del Sole è preannunciata da una serie di eventi miracolosi: il Sole è circondato da una corona brillante, una stella di grandi dimensioni permane visibile in Arqa per tutto il giorno, gli oracoli e i sacerdoti preannunciano la nascita di un bambino che dominerà il Mondo. La notte prima della nascita, la madre Mamea – come la divinità hindu Manasa e la madre di Alessandro Magno - sogna di partorire un serpente color porpora, e il padre sogna di volare con la Vittoria alata, rappresentata nella sala del Senato di Roma.
Presso Arqa Ituraeorum il piccolo Alessandro è istruito da uno stuolo di retori e grammatici: Valerio Cordo, Tito Veturio, e Aurelio Filippo, il grammatico greco Neho, il retore Serapio e il filosofo Stilio. A Roma segue le lezioni del grammatico Scaurino e dei retori Giulio Frontino, Bebio Macriano e Giulio Graniano. In campo religioso, nel 218 in Antiochia, Alessandro è iniziato dalla madre e dai cugini al sacerdozio del Sol Invictus Elogabalus, tuttavia conosce Origene, il grande teologo cristiano, capo-catechista di Alessandria d'Egitto, condotto a Antiochia dalla madre Giulia Mamea, ammiratrice del pensiero cristiano, e che diverrà uno degli autori preferiti dal futuro imperatore. Secondo Lampridio, Alessandro fu poeta e storico, appassionato di lettere, filosofia, musica e astrologia (la religione tradizionale), nonché cultore delle arti marziali.
Alexianus assume la porpora nel marzo del 222, con il nome di Marcus Aurelius Severus Alexander, all'età di soli tredici anni, sotto la reggenza della madre e della nonna, Giulia Mamea e Giulia Mesa.
In realtà l'Impero Romano, per la prima volta nella sua storia, fu retto da una donna – Giulia Mamea – tanto più di origini arabiche. Nondimeno, Mamea per Eusebio da Cesarea fu piissima (Historia 6. 21. 3) e per Orosio cristiana (7. 18. 7).
Alessandro il 26 giugno 221 aveva assunto la toga virilis, era stato nominato console imperiale e associato al trono dal cugino Elogabal, con il rango di Caesar. La titolatura ufficiale del più giovane co-reggente della storia di Roma fu Imperatoris Caesaris Marci Aurelii Antonini Pii Felicis Augusti filius, divi Antonini Magni Pii nepos, divi Severi pronepos Marcus Aurelius Alexander, nobilissimus Caesar Imperi et Sacerdotis, Princeps Iuventutis. Alessandro fu adottato dall'imperatore Antonino Elagabalus e detto “nepos” di Antonino Caracalla e “pronepos” di Settimio Severo, sicché la linea paterna della dinastia iturea surrogò quella punica di Settimio Severo.
Il 13 marzo 222 Alessandro assume i titoli di Augustus, Pater Patriae et Pontifex Maximus. Nel 225 sposa Gnea Seia Herennia Sallustia Orba Barbia Orbiana, da cui divorzia nel 227, passando successivamente alle nozze con Memmia e altra moglie sconosciuta. Il giovane imperatore istituisce il Consilium dei Sedici e restaura alcuni poteri e il prestigio del Senato; ammette alcuni talentuosi popolani in posti chiave dello Stato, combatte la corruzione dei magistrati, assume uno stile di vita sobrio e un tratto colloquiale in contrasto con l'atteggiamento ierocratico e fanatico del cugino Elogabalus, i cui adepti sono epurati.

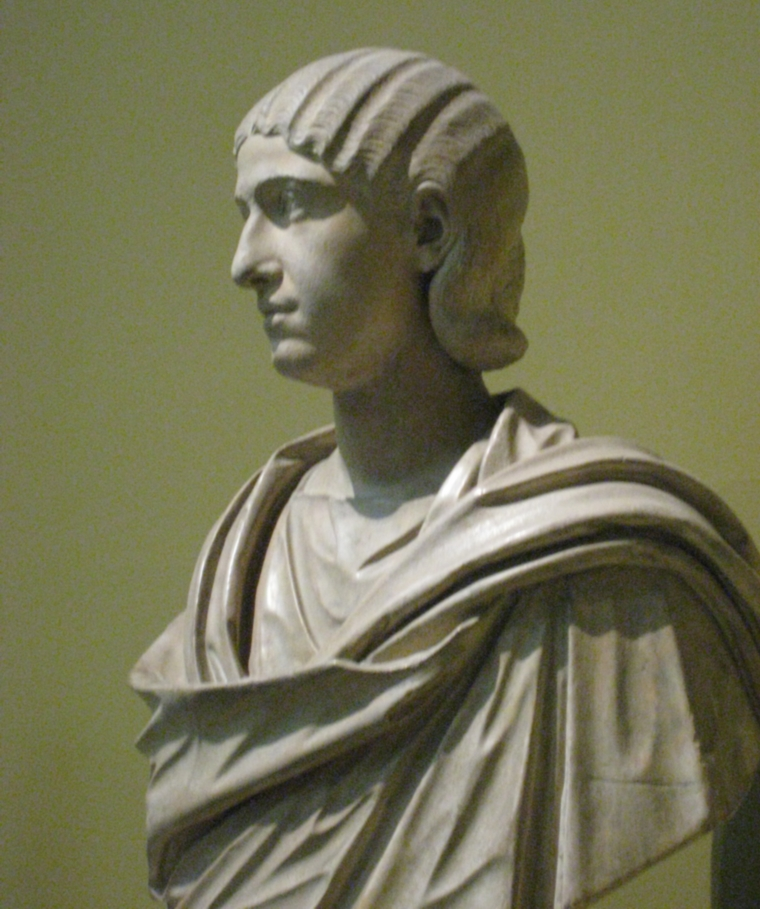
Giulia Avita Mamea da Emesa, prima donna a reggere l'Impero Romano, madre di Alessandro

I progetti edilizi e urbanistici di Alessandro segnano il volto di Roma; costruisce l'acquedotto detto Aqua Alexandrina, ricostruisce le Thermae neroniane, divenute Alexandrinae, termina il restauro del Colosseo, edifica il palazzo palatino detto Diaetae Mammaeae, restaura l'Iseum di Campo Marzio, mentre i Fora di Traiano e Nerva furono riattati e abbelliti da statue colossali rappresentanti i maggiori imperatori. Inoltre, una serie di horrea publica furono edificati a supporto dellaCuria Annonae.
Alessandro guida nel 231-32 la campagna contro i Parti in Siria e nel 234 contro i Germani sul Reno, dove – a soli 26 anni - rimane ucciso con la madre dalle truppe ribelli il 13 marzo del 235 in Vicus Britannicus presso Magonza, a causa dei suoi intenti pacifici nei confronti dei Germani. Nel 238 è divinizzato dal Senato romano.

### Filippo l'Arabo e il Cristianesimo
Filippo nacque intorno all'anno 204 da un cavaliere romano-arabico, certo Giulio Marino, nella regione iturea dell'Hawran, ovvero a Shahba, a nord di Bosra. Quest'ultima rappresentò infatti l'estremo limite settentrionale della regione già culturalmente e politicamente influenzata dai Nabatei. I cronisti greco-bizantini lo presentano come un uomo letterato, di cultura raffinata, e un buon condottiero. Mentre la Historia augusta non perde l'occasione di presentarlo come un brigante assassino – topos letterario latino riservato a Iturei e Arabi - nonché di umili origini, altro topos destinato agli imperatori da denigrare (che colpì – tra gli altri – la principessa emesena Giulia Domna). Le origini familiari sono ignote, benché si sia ipotizzato un legame con i cosiddetti Sampsiceramidi di Emesa e quindi con i Severi. Di certo, il nome Filippo è attestato nella dinastia iturea sin dal I secolo a.C., nel primogenito di Tolomeo Mennaios, tetrarca di Chalcis e Hawran. A titolo speculativo e ipotetico, Giulio Marino, padre del futuro imperatore, può essere identificato con il Giulio Marino magister/generale comandante di un reparto di cavalieri emeseni, stanziato – per conto dell'Impero Romano – in Apamea di Frigia, ricordato in un'iscrizione del III secolo, insieme ai fratelli e commilitoni Giulio Basso e Giulio Monimo, tutti con nomi caratterizzanti la dinastia iturea. In Apamea, nevralgico centro commerciale dell'Anatolia, risiedeva una nutrita comunità giudea, unita nel culto dei presunti resti dell'Arca di Noé, come evidenziato in una moneta coniata sotto il principato di Filippo.
Infine, resta da sottolineare che nel dialogo Sul Destino, del filosofo cristiano Bardesane o del suo discepolo Filippo, intervengono al colloquio i fratelli Sampsiceramo, Avito e Filippo, in cui Avito è da identificare probabilmente con Gaio Giulio Avito Alexiano, proconsole d'Asia, nipote dell'emeseno Sampsiceramo e nonno materno di Elogabalo.
Quando l'imperatore Alessandro Severo arruola truppe di cavalleggeri e clibanari siriani per le campagne contro i Germani e i Parti, probabilmente tra questi sono scelti i figli del miles Giulio Marino, ossia Prisco e Filippo, compatrioti dell'Imperatore se non suoi stretti parenti, ammessi fra le “guardie del corpo” del Pretorio.
Sotto il nuovo imperatore, Gordiano III, Filippo fu eletto Prefetto del Pretorio, e contestualmente gli fu assegnato il comando delle legioni della Transeufratica e Mesopotamia, durante la campagna anti-sasanide del 243. In quell'anno Filippo è forse riuscito già a farsi nominare co-reggente e tutore del giovane Gordiano. Ucciso Gordiano, nella disastrosa battaglia di Mesiche, secondo le fonti persiane, per ordine di Filippo, secondo alcune fonti romane, le legioni proclamarono nel 244 imperatore il loro comandante Filippo.
Sulle circostanze della morte di Gordiano si affrontano la “tradizione latina” che vede Filippo colpevole dell'omicidio del sovrano, e la “tradizione greca” che discolpa Filippo. Nondimeno, il sommo antichista Santo Mazzarino ha chiarito che anche nelle fonti romane – Zonara 12. 17 - restò traccia della morte di Gordiano III a seguito del disastro di Mesiche – ovvero della battaglia ignorata dalla Historia Augusta e da altre fonti romane -.
In medio virtus è la posizione di Eusebio da Cesarea, Historia ecclesiastica, 6. 34 – 36, che riconosce generici crimini di Filippo senza però attribuirgli l'omicidio di Gordiano:
Dalle testimonianze risulta dunque che Filippo fu un cristiano dichiarato, fedele ai precetti ecclesiastici, ma non necessariamente battezzato e membro della Ecclesia cattolica – semmai se ne considerò il Pontifex Maximus come fece più tardi Costantino I, battezzato in punto di morte -. Il cristianesimo, del resto, fu declinato all'epoca in varie forme, molto diffuse nella patria d'origine dell'imperatore, come ad esempio la chiesa dei Sampseani-Elchasaiti d'Iturea e Hawran. Di sicuro una comunità cristiana “romana” esistette nella sua città natale, Shahba, al momento della nascita dell'imperatore. Che Filippo si dichiarasse cristiano è testimoniato peraltro da un suo contemporaneo, il patriarca Dionisio d'Alessandria, che in una missiva al collega Fabio d'Antiochia paragona il comportamento dell'imperatore Valeriano, agli inizi del suo impero, con quello degli imperatori precedenti che si dichiararono apertamente cristiani:

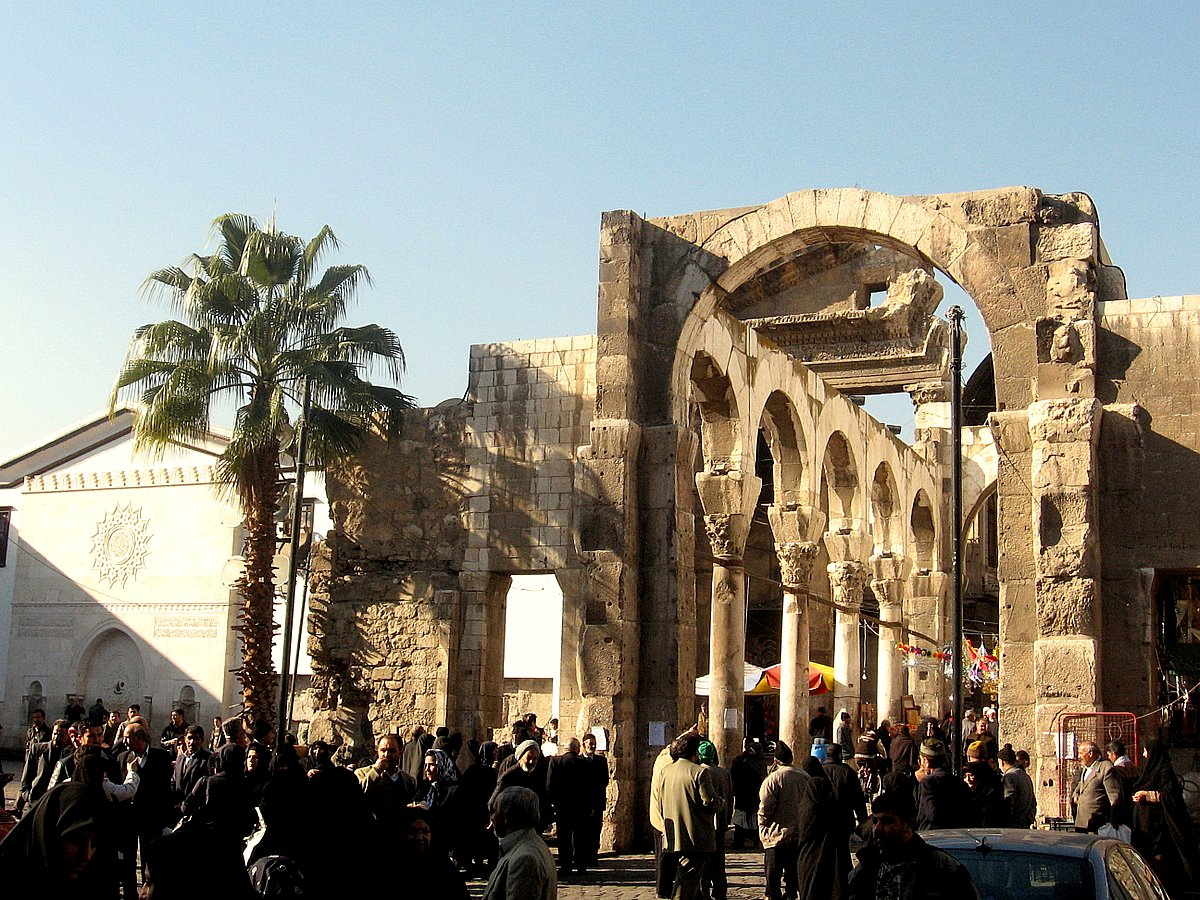
Il tempio di Hadad/Iupiter in Damasco, rifondato dall'imperatore Filippo I/Muhibb al-khalil, secondo la tradizione arabica.

Il riferimento agli imperatori precedenti, secondo tutti gli studiosi, non può che esser riferito ai due Filippi e eventualmente anche a Alessandro Severo.
Alla fine del IV secolo, nel 392, san Girolamo, De viribus illustribus, parlando di Origene, trasforma in una affermazione certa i prudenti “si dice...si racconta” di Eusebio. Del resto, Eusebio, consigliere di Costantino I il Grande, vive al tempo della lotta dell'imperatore Licinio – presunto discendente di Filippo – contro Costantino, e un aperto riconoscimento della fede cristiana di Filippo avrebbe danneggiato il 'partito' costantiniano:
 Nella Tarda Antichità e Alto Medioevo, seguendo la popolarità e diffusione delle opere di Gerolamo e Orosio, tutti i maggiori autori ecclesiastici diedero per scontata la fede cristiana dell'imperatore Filippo, come ad esempio Prospero d'Aquitania, Cassiodoro, Giordane, Isidoro da Siviglia, Beda e Landolfo Sagace, sino a giungere, nel XIII secolo, alla Leggenda Aurea del vescovo s. Giacomo da Varazze. Questi narra, tra l'altro, del cristianesimo del figlio dell'imperatore, Filippo II, che avrebbe donato alla Chiesa il tesoro di Gerusalemme, custodito nei palazzi imperiali sin dal tempo di Vespasiano e della caduta di Gerusalemme nell'anno 70.

## Zenobia e l'impero commerciale di Palmira/Tadmor
All'inizio del I secolo un'iscrizione palmirena riporta il nome di re Sampsiceramo II di Emesa in relazione a un'ambasceria romana inviata ai sovrani di Mesene/Mashyan, regno dominante il Golfo Persico e l'Oman. Si tratta del primo segno della profonda intesa tra Emesa, Palmira e Mesene per il controllo dei traffici provenienti da India, Cina e Estremo Oriente, che trasformeranno Palmira nel baricentro del commercio mondiale. Sampsiceramo II – data la rarità del nome e la familiarità tra principi emeseni e palmireni - è con ogni probabilità l'omonimo e contemporaneo padre di Nashum I, il ras della tribù degli Amliq/Iambliq/Iambri, che fu una delle quattro tribù fondatrici il centro urbano palmireno.
Sampsiceramo sarà anche il nome del nipote di Nashum, vivente intorno agli anni 80-85 d.C., nonché fratello di Nashum II, Gran Sacerdote palmireno di Ba'al/Bel, negli anni 80-119 d.C. Mentre il figlio di Nashum I, come altri discendenti, continuerà a portare il nome Malchus/Imalchus/Iamblichus, anch'esso individuante la dinastia emesena. Sia il padre dell'imperatrice Zenobia, sia il marito Odenathus/Hudayna, secondo alcuni storici, discendevano dal re emeseno Sampsiceramo II attraverso il figlio Nashum I trasferitosi a Palmira da Emesa.

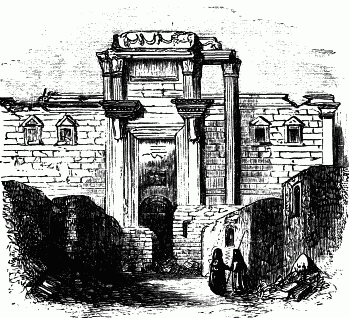
Il Tempio del dio Sole di Palmira

### Palmira imperiale
La funzione generale dei dinasti di Emesa, così come quella dei cugini di Chalcis e Palmira, risulta illuminata all'interno della strategia geopolitica dell'Impero Romano. I re-clienti emeseni devono garantire all'Impero Romano il mantenimento della sicurezza delle spedizioni carovaniere dirette all'Eufrate, delle navi palmirene che dal porto di Charax, in Mesene, raggiungono l'India, delle fortezze e degli annessi caravanserragli che costellano la rotta commerciale, lungo l'Eufrate e il deserto arabico. Territorio, quest'ultimo, infestato dalla potente confederazione arabica dei Tanukh, alleata dei Parni o Parti e poi dei Persiani.
Palmira diviene un emporio fondamentale, centro di smistamento per conto di Roma, dove affluiscono le mercanzie della Via della Seta da tutto l'Estremo Oriente. Si dipartono dalla città la via a nord verso Emesa e i porti fenici, a sud verso Damasco e Hawran, regione dominata sino al I secolo d.C. dai tetrarchi e re di Chalcis del Libano, in collegamento con Arabia e Mar Rosso, attraverso Bostra e Philadelphia. I tetrarchi iturei devono fronteggiare i Nabatei di Petra che tentano di impadronirsi del controllo della Via del Re che dal loro porto di Aelana, sul Mar Rosso, conduce le merci orientali e arabiche verso Damasco e la Fenicia. Dal II secolo a.C. i Nabatei sfruttano la scoperta dei venti costanti dei Monsoni che facilitano la navigazione d'altura dall'India ai loro empori, evitando la pirateria costiera. All'epoca dell'imperatore Augusto – all'inizio del I secolo d.C. - i Romani ridimensionano il commercio nabateo, spostando parte delle rotte commerciali indiane ai porti egizi di Berenice e Myos Hermos in Egitto, e al centro carovaniero di Koptos, soggetto ai mercanti palmireni. Dopo la distruzione di Seleucia/Baghdad da parte di Marco Aurelio l'emporio della seta si trasferisce a Charax di Mesene, anch'essa sorvegliata dal fondaco e dalle truppe palmirene che scortano le carovane. I mercanti palmireni utilizzano inoltre gli scali partici di Bosra, Teredon, Apologos e Merv alle fonti dell'Indo. Un satrapo palmireno governa l'isola del Bahrain per conto del re di Mesene. Per un secolo e mezzo, l'enorme quantità di denaro che affluisce a Palmira – stimata dai contemporanei a circa cento milioni di sesterzi annui – fa esplodere la città con profusione di splendori architettonici, cenacoli culturali, lusso di abbigliamento orientale e potenza guerriera.

### La rivolta di Uranio, Odenato e Zenobia
Lo storico Ibn al-Athir descrive il padre della futura imperatrice Zenobia, Giulio Settimio Antioco, chiamandolo:
Secondo il ciclo epico e le leggende arabiche del VI secolo d.C., riprese nel IX secolo da al-Tabarì, Amr ben Tarib/Antioco ebbe come grande avversario Jadhima/Gadimathos, sceicco dei Tanukh, un personaggio storico che guida la confederazione di popoli dal nord-ovest dell'Arabia sino alla Mesene e al deserto eufratico, dominando le carovaniere dell'Impero Romano. Jadhima sarebbe l'uccisore, in battaglia, di Amr ben Tarib, e fu a sua volta ucciso e vendicato dalla figlia Zenobia. Il racconto leggendario – entrato nella quotidiana tradizione arabica con proverbi e aneddoti – riflette reali avvenimenti storici, quali la crisi del commercio e della geopolitica palmirena, colpita dall'occupazione partica e poi persiana della Mesene e dalle scorrerie dei Tanukh.
Intorno al 249 d.C. - con l'assunzione del rango senatoriale e il titolo di esarca - la bandiera palmirena passa nelle mani di Giulio Aurelio Settimio Odenato, cugino di Antioco e futuro consorte della figlia Zenobia, nata nel 240-241 d.C. Gli incarichi di Odenato, imparentato con la dinastia imperiale dei Severi, sono dovuti all'imperatore Filippo l'Arabo/l'Itureo– anch'esso nel solco della dinastia severiana – e al fratello di questi, Prisco Rector totius Orientis. 

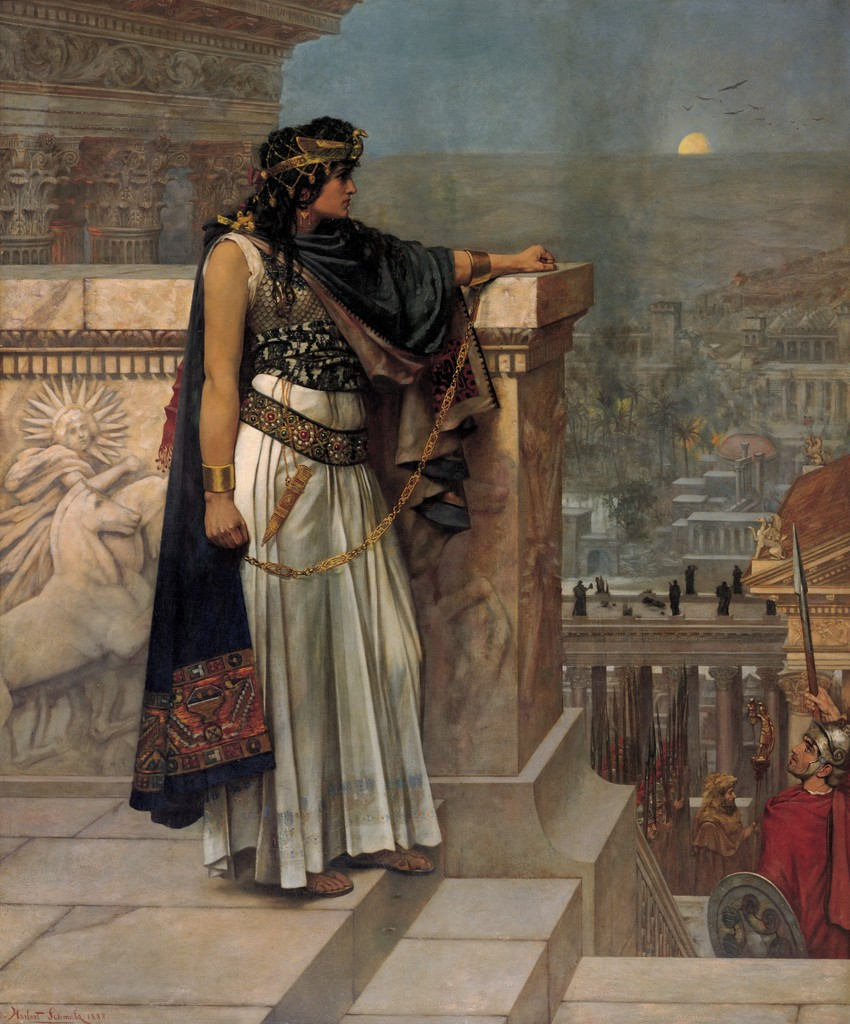
L'imperatrice Settimia Zenobia in catene nel 273 d.C.

Alla morte di Filippo, nel 249, un rampollo del lignaggio emeseno – Lucio Giulio Aurelio Sulpicio Severo Uranio Antonino, detto Sampsiceramo – assume la tiara imperiale nel breve e vano tentativo di difendere l'Oriente romano dall'avanzata di Shapur, Re dei Re sasanide. Un bassorilievo persiano ha immortalato la sottomissione di Uranio Sampsiceramo a Sapore - nell'anno 253 - con la rappresentazione dell'imperatore e sommo sacerdote emeseno inginocchiato, offerente al sovrano sasanide la sacralissima Pietra Nera, e un carro del trono con i paramenti e i vasi cultuali del bétilo emeseno.
Nell'anno 260 l'imperatore romano Valeriano è sconfitto e imprigionato dai Persiani, che minacciano Palmira. Le colonie palmirene sull'Eufrate sono distrutte, e la responsabilità della difesa romana è affidata all'esarca Odenato, che è nominato da Gallieno – figlio e erede di Valeriano - al posto di Prisco come Corrector totius Orientis e Dux Romanorum. Odenato riorganizza l'esercito siro-arabico, introducendovi la cavalleria corazzata dei clibanari, sul modello sasanide, quindi occupa Nehardea in Babilonia, scacciandovi i mercanti giudei alleati dei Persiani, poi infligge una cocente sconfitta all'imperatore Shapur in Ctesifonte. Il prestigio dell'esarca di Palmira in tutto l'Oriente assume enormi proporzioni. Odenato, per le sue imprese anti-sasanidi, è considerato il simbolo dell'oriente romano ancor a un secolo di distanza. Il principe palmireno ricattura ai Persiani le città di Edessa, Carrahe/Harran e Nisibis nel 262 d.C. sino a rivendicare nel 267 il titolo imperiale di Re dei Re.
In un bassorilievo palmireno del III secolo, appare una struttura bassa, simile a una tenda o arca, montata sulla groppa di un dromedario. Potrebbe trattarsi di una qubbe o arca arabica, contenente la Pietra Nera, recuperata da Odenato presso la capitale sasanide Ctesifonte. Il cammello, infatti, è guidato in una processione rituale, seguito da tre sacerdotesse, ed è preceduto da altre figure con le braccia levate in segno di omaggio verso la qubbe e il suo sacro contenuto.

### Zenobia erede di Semiramide e Cleopatra
La stessa giovane Zenobia, che sposa Odenato all'età di 16-17 anni, è personaggio storico che sconfina nella leggenda. Vanta discendenza – attraverso i Sampsiceramidi – da Cleopatra VII e Semiramide, mentre la sua fortuna letteraria classica è rinnovata in epoca umanistica con Petrarca e Boccaccio, raggiunge infine, nei tempi moderni, la dignità di un mito esotico-romantico. Di “venustà incredibile” - secondo la Historia Augusta - virtù morali, politiche e militari ineguagliate, Zenobia subentra al marito intorno all'anno 268 d.C. Questi è assassinato – insieme a Settimio Haeranes Erodiano figlio di primo letto – dal cugino Meonio, nella città di Emesa, divenuta quartier generale e retrovia militare di Palmira. Meonio - o Menahem, altro caratteristico nome dei dinasti iturei - si autoproclamò per brevissimo tempo Imperatore d'Oriente, per essere ucciso subito dopo.

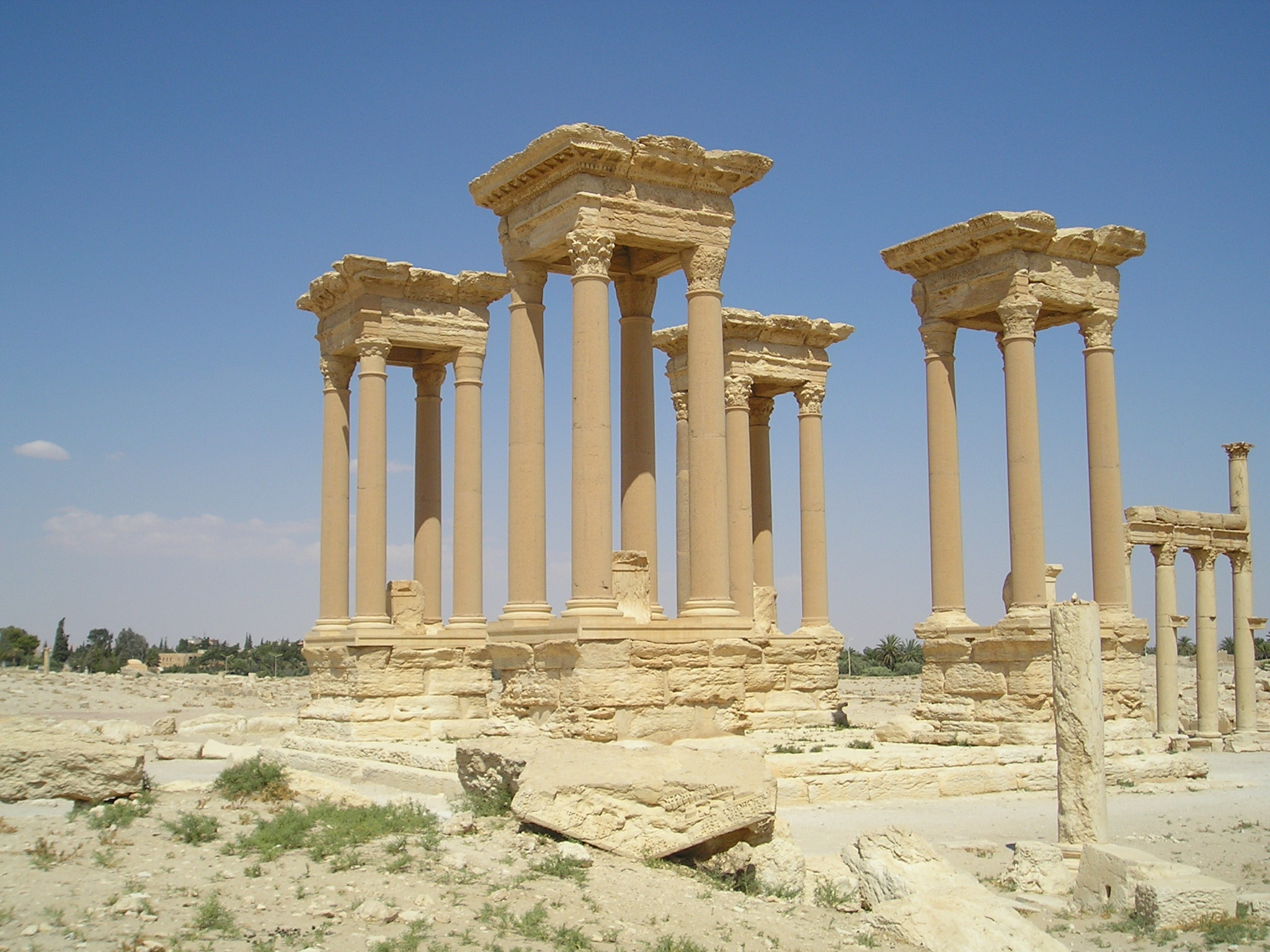
Il Tetrapylon di Palmira

Zenobia assume la corona imperiale d'Oriente del marito a nome del figlio Lucio Giulio Aurelio Settimio Atenodoro Vahballat, e regna sino al 273 d.C. L'imperatrice, che assume il titolo di Augusta, costituisce – con brillanti campagne militari dall'anno 269 - un compatto impero romano-orientale diffuso dalla Cappadocia all'Egitto. Lo scopo è di ripristinare le vie commerciali con l'estremo Oriente, interrotte dai Sasanidi con le distruzioni degli empori palmireni sull'Eufrate, a Dura-Europos e nell'isola fluviale di Ana. Zenobia conquista il nord dell'Arabia, la Palestina, l'Asia Minore sino ad Ancyra. Conia monete a Antiochia come Imperatrice d'Oriente, affiancata all'effigie dell'imperatore occidentale Aureliano.
Nei sei anni di regno, in Emesa – sede del tesoro imperiale – e in Palmira, si aggrega attorno alla seducente imperatrice una corte di intellettuali ellenistici – come il retore e sofista Cassio Longino cugino della sovrana – e di teologi sincretisti cristiano-siriaci - come Paolo da Samosata patriarca di Antiochia, nonché teologo adozionista -. Nel 273 d.C. Emesa cade sotto l'assedio dell'imperatore Aureliano e Zenobia – catturata in fuga verso l'Eufrate - è esposta in catene d'oro a Roma, durante il trionfo imperiale del vincitore, mentre il figlio Vahballat muore durante il viaggio di trasferimento a Roma. Si ha notizia di un tentativo di ribellione contro l'Impero Romano, immediatamente dopo la cattura di Zenobia, da parte di Settimio Antioco, un altro suo figlio citato in un'iscrizione palmirena.
Ulpia Severina Augusta, moglie dell'imperatore Lucio Domizio Aureliano, reggente da sola l'Impero Romano nel 274-75 d.C., sembra essere stata figlia di Zenobia. Ma non si può escludere che fosse in realtà la Severina figlia dell'imperatore itureo Filippo I. Aureliano, un illirico figlio – secondo la Historia Augusta - di una sacerdotessa di Elogabalus – la divinità emesena – determinò la definitiva introduzione nell'Impero Romano del culto siro-arabico del Sol Invictus, una religione orientale romanizzata per renderla accetta a tutti i popoli dell'Impero. Nel Campo Agrippa di Roma l'imperatore Aureliano fece erigere uno splendido Tempio del Sole dedicato al nuovo culto di stato:

## I principali santuari e i culti religiosi degli Iturei
Gli Aramei-Iturei ereditano il dominio politico-religioso di un territorio fondamentale nelle culture e religioni dell'intero Vicino Oriente, e non solo, dall'egizia alla sumerica, dalla fenicia all'ebraica e oltre. Il file-rouge della religione iturea sembra essere il culto della divinità aramaica Baal-Shamin - attestata in Libano sin dal X secolo a.C. -. Questa divinità è denominata anche Kyrios nella regione di Hawran, apparentemente suo primitivo centro di irradiazione. Lo stesso culto infatti - simboleggiato dall'aquila incisa nelle monete ituree - è riscontrabile nei territori occupati dagli Iturei, come ad esempio Emesa/Homs, il Golan, la valle di Hule e il massiccio del monte Hermon.

### Le iscrizioni safaite: una biblioteca a cielo aperto nel territorio itureo
Si stima che le cosiddette iscrizioni safaite – così denominate dalla località di El-Safa in Hawran – siano centinaia di migliaia, delle quali soltanto trentamila censite e dodicimila circa sono state pubblicate. Si tratta di graffiti su roccia in una particolare varietà di lingua semito-arabica nord-occidentale (ma anche in Greco e Aramaico) che si differenzia nettamente da quelle centro o sud-arabiche, thamudena, nabatea ecc. A noi interessa poiché la diffusione di questa enorme biblioteca lapidea – costituita da invocazioni protettive alle divinità, lunghe genealogie, registrazioni di eventi storico-cronachistici, riti funerari ecc. – corrisponde con relativa precisione alla diffusione della civilizzazione iturea. Fornendo così un quadro di massima della cultura delle popolazioni soggette ai sovrani iturei, da Madaba a Heliopolis, passando per Traconitide e Auranitide, sino a Emesa e qualche esempio pur a Palmira. Sul piano cronologico, gli specialisti considerano i secoli III a.C. - V d.C. come arco temporale in cui si diffuse la cultura safaito-iturea. Nel complesso panorama safaitico rientrano documenti graffiti relativi a oltre 140 gruppi tribali o clan familiari, tra i quali spiccano gli Awidh – sacerdoti di Deir el-Laban – i Daif, Masihat, gli Ubaishat – popolo del santuario di Si'-Edrei - Muharib che invocano le divinità Baalshamin, Shay al-Qawm e “A'ra che risiede a Bostra, dio di Rabbel”. Molti testi sono riferiti a eventi storici, come ribellioni nei confronti dei Nabatei, guerre contro i Palmireni, e i Giudei che hanno distrutto un tempio di Baalshamin. A tal proposito, in particolare, si fa menzione dell'”Anno della guerra degli Iturei/yzr”, corrispondente alla ribellione degli Iturei – a cui appartiene l'autore del graffito - contro Erode il Grande, ossia il 12 a.C. Le genealogie del “d'l yzr/Lignaggio degli Iturei” risalgono a ritroso anche di 17 generazioni, cioè almeno al III secolo a.C. Una delle iscrizioni safaitiche di Heliopolis/Baalbek – CIS V 4677 – è datata “snt hwl 'l yzr/l'anno in cui gli Iturei emigrarono”. Altre iscrizioni dedicatorie sono relative all'innalzamento di bétili rocciosi in onore della divinità.

### Abila e Abilene
Nel Libro dei Vigilanti, 13. 9, gli angeli decaduti sulla Terra sono posti in Ubelseya-el/Abilene, tra “Senir [Hermon] e Libano” dove è posto tre gli altri il gigante Hobab, la forma usata nei manoscritti di Qumran per il corrispondente assiro Humbaba – guardiano della Terra degli Dei nell'epica di Ghilgamesh. Nel Medioevo diversi viaggiatori confermano la tradizione letteraria dell'Antilibano come sacro territorio dell'Eden. Muhammad ben Ahmad ben Jubayr – viaggiatore nel XII secolo d.C. -, e diversi altri autori ebraici o musulmani, rammentano le tombe di Seth e Noé nei pressi di Baalbek, e di Abele presso il Suq Wadi Barada, sulla strada tra Baalbek e Damasco, nei pressi dell'antica Abila di Lysania, capitale dell'Abilene iturea.
Sempre presso il Monte Casio/Qasyoun, fra Abila e Damasco, sono poste la Grotta del Sangue, dove Caino uccise Abele, la Caverna della Vittoria, presso Es-Kabat-el-Nasrn/Arca della Vittoria, il Trono di Bilqis, regina di Saba – identificata con l'aramea regina di Soba-Damasco - la tomba di Abramo ecc. La tradizione letteraria della Caverna dei Tesori e della Montagna della Vittoria – con la correlata tradizione di Abele e dei Re Magi - sembra risalire ad ambienti ebionito-cristiani della metà del IV secolo d.C., ma trova sviluppo anche nelle letterature ebraica e greco-siriaca dei secoli seguenti.

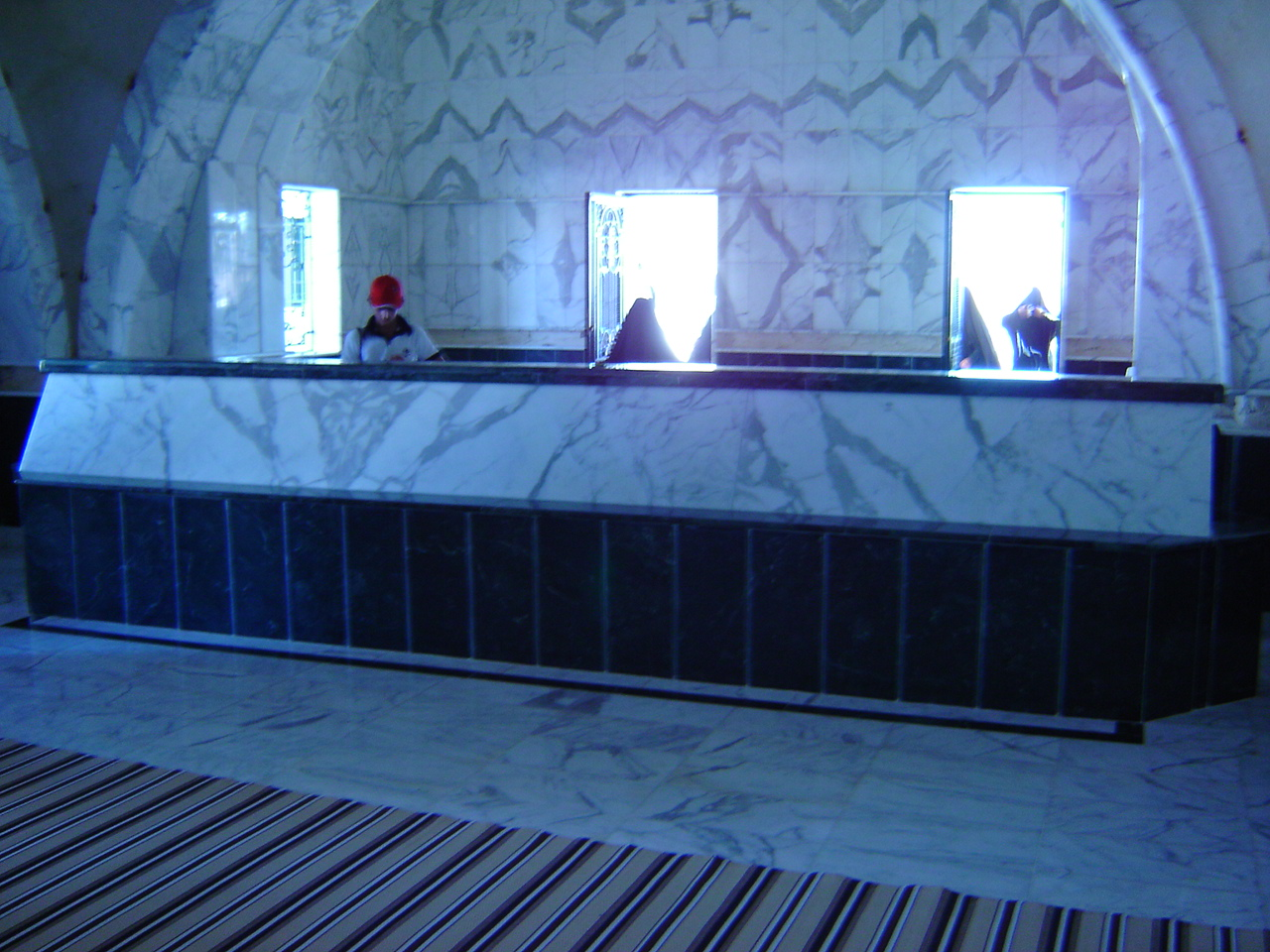
La tomba del patriarca Abele, presso la capitale iturea Abila

Il fiume Barada nasce da un laghetto nell'anfiteatro della piana di Zebdani, lunga circa 13 km, che raccoglie le acque dell'Antilibano/Amano. La piana di Zebdani ricca di fontane è una delle più belle e fertili della Siria. Presso il villaggio di Suq iniziano le imponenti rovine ellenistiche dell'antica Abila, nella valle del Barada/Abana/Amana, e gli ingressi delle grandi e profonde grotte sugli alti declivi che chiudono il wady. Nella sommità ovest è il monte Nebi Habil con la gigantesca tomba-santuario di Abele/Kabr Habil. Un'altra fontana del Barada è presso il tempio di el-Fijeh, non lontano si situa il massiccio Tempio di el-Kefr, con grandi capitelli corinzi e una piattaforma ornata di cornici in rilievo. Nel distretto di Abila si dipanano numerosi luoghi sacri. Come ad esempio lo splendido tempio di Deir el-Ashayir nella piana di Zebdani – presso la fonte del Barada – di m 27x11, su una ampia piattaforma alta 17 m - circondato da corti, colonnati e un altro tempio.
Narra la leggenda araba che il Barada/Abana/Amana porterebbe le acque sino a Palmira, per volontà della figlia di un misterioso sovrano palmireno, probabilmente l'imperatrice Zenobia. Nelle circostanti località di Ain e Kuseiyeh si rivelano templi corinzi, sulla strada Zebedany-Zahleh. E il tempio massiccio pur presente a Deir el-Ghuzal.
Buzra è situata tra il Monte Kasyun/Casio e l'Antilibano/Amano. Sul monte Kasyun – secondo il geografo Abulfeda – Caino uccise Abele. 'Alti luoghi', poi trasformati in khulwat/cappelle dei Drusi, sono a Kul'at Bustra, el-Biyad a sud di Hasbeya, sull'Hermon a Mutaileh e Sid Dana; un tempio ionico di Hibbariyeh di m. 18 x 9,5; a Thelthatha, m 22x11; a Bekka, tempio corinzio. In Khulat Antar presso la cima di Jebel Sheik, una sacra costruzione tonda di 18 m di diametro, tempietto e altri edifici ha ispirato numerose tradizioni e leggende. San Girolamo in Onomasticon urbium sostiene “diciturque esse in vertice eius insigne templum, quod ab ethnicis cultui habetur e regioni Paneatis et Libani”. La descrizione di Khulat Antar corrisponde infatti al mistico Tempio dei Re Magi della letteratura siriana, ovvero un rinomato osservatorio astronomico collegato alla religione astrale. A Rukhleh e Burkush sorgono due templi di m 25x17, parte in stile ionico, ma con elementi di antichità, come una rappresentazione in rilievo circolare di Baal e una muraglia di protezione semicircolare di 7 m di corda. Altri templi a Ain Ata, Ain Hershy ecc..

### Afqa/Apheka, Yanouh e il culto di Adone/Osiride
Nei recenti scavi archeologici di Yanouh - presso il tempio di Adone di Afqa nel Libano - è stata scoperta una stele di fondazione di un santuario itureo. La stele è stata datata dagli archeologi all'anno 110 - 109 a.C., e costituisce il più antico testimone della lingua aramaica nel Libano. Secondo gli studiosi rappresenterebbe la prova che gli Iturei si stanziarono nella regione almeno dal II secolo a.C..
Yanouh è sito nel cuore della valle del Nahr Ibrahim, il fiume Adone/Osiride degli antichi, a mezza strada tra Heliopolis e Byblos. Sino al 2004 fu conosciuto solo per il tempio romano di Venere del II secolo d.C., ora si conoscono un secondo tempio romano e l'insediamento itureo della fine del II a.C., ma pur le testimonianze del Bronzo Antico e dell'Età del Ferro.
Secondo una tradizione antica, in certi giorni e con certe preghiere un fuoco sacro – come un astro - discende dalla cima del Libano e si immerge nel lago di Osiride. Questo fuoco è chiamato Urania, epiteto di Astarte. Zosimo, Historia nova 1. 58, narra che il lago presso il Tempio di Astarte/Venere – ossia Yanouh l'antico santuario itureo - è circondato da fuochi sacri, i doni accettati dagli dei sprofondano nel lago, mentre altri, sia pure d'oro e argento, sono respinti e tornano in superficie. Come – si narra - successe all'imperatrice Zenobia da Palmira, quando interrogò questo oracolo sulle sfortunate campagne militari contro Aureliano.
Nel V secolo racconta Damascio, Vita del filosofo Isidoro, che Settimio Severo conobbe in Emesa il racconto di un sacerdote chiamato Eusebio. La storia raccolta dal legato imperiale di lingua punica – che poteva in parte intendere l'arabo-aramaico degli Iturei – afferma:

#### Deir el-Kulah
Dopo Apheka e superata Bikfaya si incontra il Tempio di Baal Markos/Signore della Danza a Deir el-Kulah, di m 32x16,5, con portico a doppia fila di colonne di 1,8 m di diametro.

#### Fukra-Tortosa: Il Megazil di Amrit
Da Apheka, in direzione per Beirut, sul fiume Nahr es-Salib, si incontrano le rovine di una grande torre-sepolcro quadrata chiamata localmente el-Qubbeh/L'Arca Santa, posta su uno spartiacque montano con vista sul Golfo di Salib, secondo un'iscrizione la torre-tomba risale all'epoca dell'imperatore Tiberio Claudio. Presso la torre, poco a valle si stende una vasta e elegante corte con tempio corinzio di m 30x15, in pietra rosata, caseggiati, tombe e un'area urbana coeva. Le torri-tombe costituiscono una tipologia architettonica caratteristica di Palmira, Emesa, Hawran e in genere della civilizzazione iturea, ma hanno precedenti nella penisola arabica di Oman.

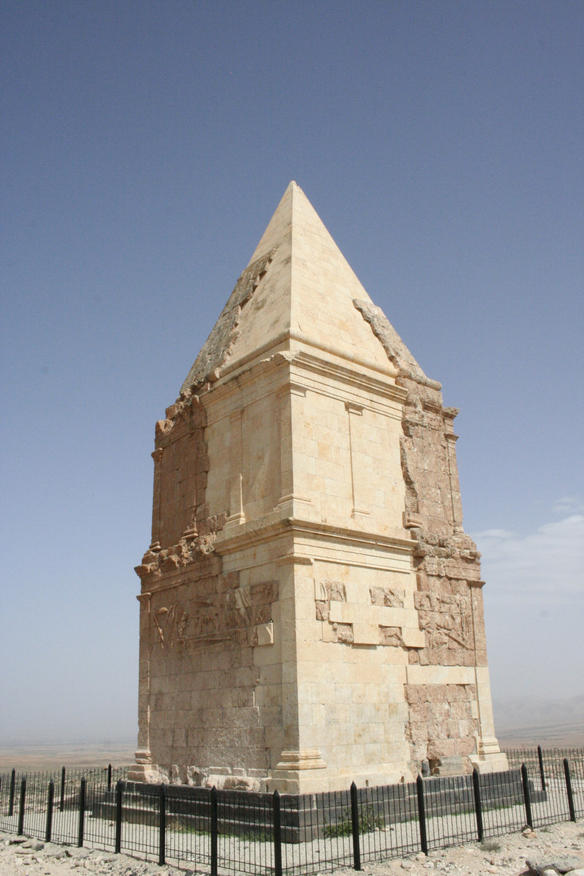
La piramide di Hermel, detta "Casa di El", probabilmente una tomba-santuario dei filarchi iturei, ai confini tra i regni di Emesa e Chalcis del Libano, 175 a.C. ca.

### Il Santuario di Baalbek e il culto del Sole
Secondo quasi tutti gli studiosi, la triade venerata in Heliopolis/Baalbek - Iupiter/Baalshamin, Venere/Astarte, Mercurio/Simios - è un culto tipicamente semitico, caratterizzato da elementi come il divieto di sacrificio del maiale, la prostituzione sacra e l'iconografia di matrice orientale. In particolare alcuni autori hanno individuato una stretta connessione tra il culto di Heliopolis e la religione degli Iturei. Le radici della religione iturea, tuttavia, affondano in vetustissime tradizioni cultuali.
Il Libano, nella mitologia sumerica, è il Regno della Foresta di Cedri, sede degli dei e dell'epica dell'eroe Ghilgamesh. Le diverse mitologie, sumerica e accadica, pongono concordemente nella valle di Beqaa o Antilibano la sede della divinità 'solare' Utu/Shamash. Così come il Palazzo di Baal.
Le fonti letterarie cananee del XIV secolo a.C., riscoperte a Ugarit, narrano del re semidivino Dan'el/Dani'ilu dominante la città di Harnam - alle sorgenti del fiume Oronte nei pressi dell'attuale Baalbek - sovrano su un vasto stato includente Abilene, Bashan, Auranitide e Gaulanitide, nonché il lago di Kennereth/Gennazareth. Secondo alcuni specialisti la figura mitologica di Dan'el è originaria di Babilonia e connessa ai miti del Diluvio. Nella letteratura enochica Dan'el è uno degli angeli decaduti o Vigilanti che presero possesso del monte Hermon, presso Baalbek/Heliopolis, si sposarono con le donne e diedero vita ai cosiddetti giganti. Edna, la figlia di Dan'el, sposò lo stesso patriarca antidiluviano Enoch (Il Libro dei Giubilei 4. 20). Dan'el, che occupa il medesimo territorio che sarà attribuito agli 'ebrei' Figli di Dan, è l'angelo preposto a trasmettere agli Uomini i segreti astrologici e astronomici del Sole.
Questa importante tradizione è recepita nella fondazione di nove templi e tre Alti Luoghi - altari montani all'aperto - nella zona del monte Hermon - fra il IV e il II secolo a.C. - da parte delle popolazioni ituree. Alla medesima religione iturea - secondo alcuni studiosi - si deve far risalire la tradizione enochica della discesa dei Vigilanti sull'Hermon.
Il "dominio segreto" degli Anunnaki - i Grandi Dei sumerici - il Trono di Inanna/Astarte, nella letteratura mesopotamica tra III e I mill. a. C., sono identificati con la Montagna e Foresta dei Cedri, ovvero l'Anti-Libano o Hermon. La vetusta tradizione si ripercuote nella letteratura biblica, che identifica il Libano e Anti-Libano con il Giardino dell'Eden, ad esempio in Ezechiele 28. 3; 13-16.
Per l'antichissimo storico cananeo Sanchuniaton, quattro furono le montagne sacre: Casio/Kasyoun (presso Abila e Damasco) Libano, Hermon/Syrion, Beros/Montagna dei Cipressi (presso Heliopolis).

#### La misteriosa fondazione di Heliopolis
Un oracolo della Sibilla cita un re Antioco del III o II secolo a.C. tra i rifondatori di Baalbek, mentre Macrobio (Saturnalia 1. 23. 19), per fissare l'origine del santuario eliopolitano, riesce a risalire all'epoca del faraone Senemure-Senepos. Un nome che assomiglia molto a quello di Senwosre-Sesostris della XII Dinastia egizia (circa 2000-1900 a.C.) Di sicuro Senwosre I rifondò il Tempio egizio di Heliopolis e intrattenne stretti rapporti religiosi e commerciali con Byblos e con la regione interna libanese di Remenen/Armenen/Hermon in cui gli Egizi collocarono la sede della divinità Khaitaw/Reshep/Osiride. Le evidenze archeologiche, peraltro, denotano l'esistenza delle mura e torri della città di Heliopolis risalenti almeno al 2300 a.C.
Secondo Macrobio, il simulacro di Elio giunse a Eliopoli del Libano dall'omonimo centro cultuale sul Delta nilotico, insieme a una schiera di sacerdoti egizi, officianti con il primo sacerdote Partemetis – su richiesta del re "assiro" Deleboris -. Il Tempio di Giunone/Astarte fu costruito sull'Absu, da cui provennero le acque del Diluvio universale.
Analogamente il Monte Hermon per i Cananei fu sempre il regno di El – Baal-Hammon/Saphon e Baal dell'Amanus/Anti-Libano – quanto la Terra di Dio per gli Egizi.
Secondo il patriarca maronita Estfan Doweihi, Baalbek è la più antica costruzione nel Mondo, edificata nell'anno 133 della creazione da Caino, come città di 'rifugio' dopo l'assassinio di Abele.
L'archeologo libanese Kawkabani nel 2004 ha annunciato i risultati dei suoi scavi in Heliopolis. La scoperta più significativa è un pezzo di ceramica, databile al 1200 a.C. Il frammento mostra una scena rituale racchiusa in una scritta cuneiforme, che dice: “Kissib Abi-Malek, Ibn (...), Baal Tunip”. Si riferisce a Tunip, la città del mistero, ora identificata con la ellenistica Heliopolis.
Conferme arrivano da un messaggio del XV secolo inviato da Amenem Opet al capo militare del faraone, che si riferisce ad una città chiamata l'Heliopolis Orientale. Heliopolis è il nome greco per l'antica città egizia che gli Egizi chiamavano Re-pi o Aton-pi (Re/Aton essendo il Dio del Sole). Data la mancanza di vocali nelle lingue semitiche fu eliminata la 'A' di Atonpi/Tunip. Nell'antichità Heliopolis fu chiamata Tunip dagli Egizi e poi Shamsimuruna dagli Assiri, prima della rifondazione ellenistica di Antioco III. Il re assiro Sennacherib nella campagna militare del 701 a.C. - contro Gerusalemme - cita, tra i re di Amurru, Menahem/Minkhimmu di Shamsimuruna/Shamash è il mio Signore.
Un'iscrizione rinvenuta in una lapide di Heliopolis descrive "Il re Sampsiceramo figlio di Sohaemus" come costruttore di un altare o un tempio del luogo. Fra i re iturei di Aretusa e Emesa, Sampsiceramo II fu figlio di Giamblico III e Gaio Giulio Sampsiceramo III fu figlio di Gaio Giulio Alexio. Resterebbe soltanto Sampsiceramo I - attivo negli anni 64-43 a.C. - per identificare il costruttore di Heliopolis. In ogni caso, l'iscrizione dimostra che gli Iturei contribuirono alla fondazione della Heliopolis ellenistica, di cui detenevano il sommo sacerdozio.

#### Heliopolis, fra le trenta meraviglie dell'Antichità
Il principale tempio di Baalshamin/Iupiter in Heliopolis - all'interno di una vasta città templare - fu secondo soltanto a quello di Artemide in Efeso per dimensioni e magnificenza, con una base di circa m 90 per 49, e 54 colonne (più 8 colonne interne) alte circa m 20 (rilievo architettonico del Lohmann, Deutsches Archäologisches Institut, Aachen). Nella Sala ipostila di Karnak, in Egitto, soltanto una dozzina di colonne sono paragonabili per dimensioni a quelle di Heliopolis. Il Tempio di Iupiter/Baalshamin è incastonato all'interno di un magnifico santuario-acropoli con una pianta di m 270 per 120, sviluppatosi con la dinastia dei Severi e gli imperatori arabo-iturei Filippo I e II che lo rappresentarono nella loro monetazione. Un'iscrizione dell'imperatore Nerone testimonia che il Tempio principale fu già eretto nell'anno 60 d.C., quando su Heliopolis regnava il Gran Re itureo Sohaemus, console onorario dell'Impero Romano. Tuttavia gli archeologi hanno individuato dei lavori preparatori d'epoca ellenistica per l'edificazione di un tempio ancor più imponente, di sterminata ambizione, che però non fu proseguito. Sicuramente all'epoca ellenistica, se non a tempi più remoti, è da ascrivere la piattaforma sorreggente il Tempio di Iupiter, costituita, tra le altre, da pietre squadrate di durissimo granito di 800-1000 tonnellate l'una, record insuperato nella tecnologia delle costruzioni.

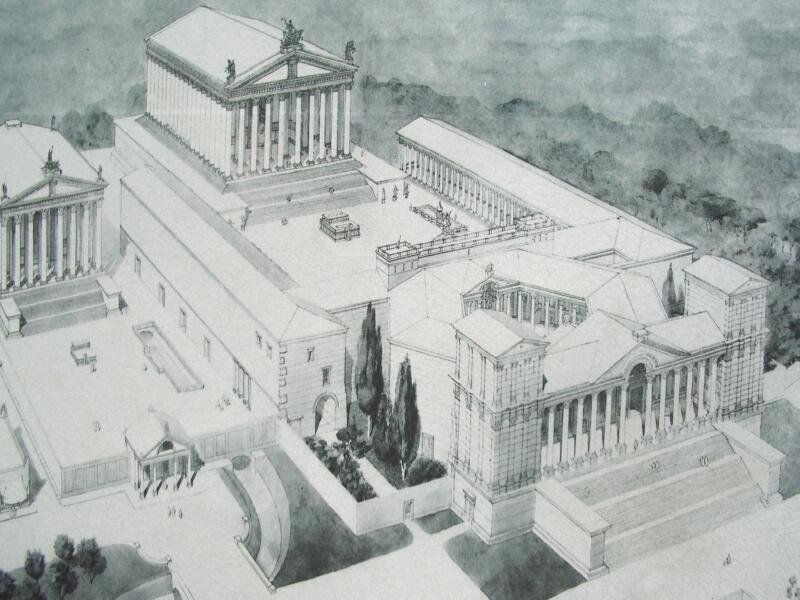
Ricostruzione della cittadella templare di Baalbek, sec. I a.C.-III d.C.

La fama del santuario si diffuse in gran parte dell'Impero e Iupiter Heliopolitanus fu adorato a Roma, in Campania, in Pannonia, Britannia, Gallia Narbonense, Germania, Rezia, Numidia, Egitto e in altre province romane. A Pozzuoli (con i Geremellenses), a Roma, Gerda-le-Haut, Sophonia degli Apamei e in altri luoghi furono costituiti dei collegi di fedeli a Iupiter Heliopolitanus, con propri ordini sacerdotali, statuti, riti, proprietà e cimiteri. La vexillatio di cavalieri iturei prestante servizio a Roma edificò ivi un altare dedicato alla divinità eliopolitana, e per questo culto sul Gianicolo fu eretto un imponente tempio. Altri ordini sacerdotali eliopolitani furono costituiti in Emesa, Abilene e Nebi Ham nell'Anti-Libano e a Carnunto di Pannonia.
Sempre in epoca romana il Monte Carmelo fu dedicato a Baalshamin di Heliopolis, e si rammenta che nel 69 d.C. Vespasiano vi si recò per consultarne l'oracolo che gli promise potere su Gerusalemme. Così come Traiano nel 114 d.C. consultò l'oracolo del Tempio eliopolitano prima della campagna contro i Parti. Il Monte Carmelo fu situato nel territorio della città di Tolemaide che, insieme a Eleuteropolis, Nicopolis, Lydda e Neapolis inserirono nelle loro monete l'immagine di Iupiter Heliopolitanus Optimus Maximus. Questi, nella teologia eliopolitana, è considerato un imperatore celeste, l'Arconte dei Cieli, identificato con la stella Regolo nella costellazione del Leone, che tutto domina e regola l'Universo. Iupiter/Baalshamin è eterno nume oracolare, definito 'Angelos' ossia messaggero in un'iscrizione di Ostia. Ovvero fu rappresentato con il pschent - doppia corona faraonica - in alcune statuette votive, che lo identificano con il dio egizio Atum.
All'epoca dell'imperatore Augusto - intorno al 14 a.C. - Beirut fu sede di colonia romana. Tuttavia soltanto al tempo dell'imperatore Severo o di Eliogabalo fu costituita una colonia a Heliopolis. Molti autori affermano che il territorio di Heliopolis fu compreso nella colonia romana di Beirut in epoca augustea, tuttavia si tratta di una pura congettura, non suffragata da pezze giustificative. Al contrario Strabone (Geografia XVI. 2. 19) afferma che Baalbek non fece parte del territorio di Beirut, che giungeva alle fonti del fiume Oronte, pochi Km a nord di Baalbek. Gli studiosi, inoltre, sottolineano che sotto l'aspetto religioso-architettonico, il complesso templare di Heliopolis appare di concezione chiaramente semitica, lontano dal classicismo romano, che pure nei secoli si sovrappose alla concezione progettuale originaria. Soltanto all'epoca dell'imperatore Settimio Severo la città divenne colonia romana e agli abitanti fu concessa la cittadinanza romana, come testimoniato – tra gli altri - dal grande giurista Ulpiano (Digesto 50. 15. 1. 2)

### Bashan/Batan

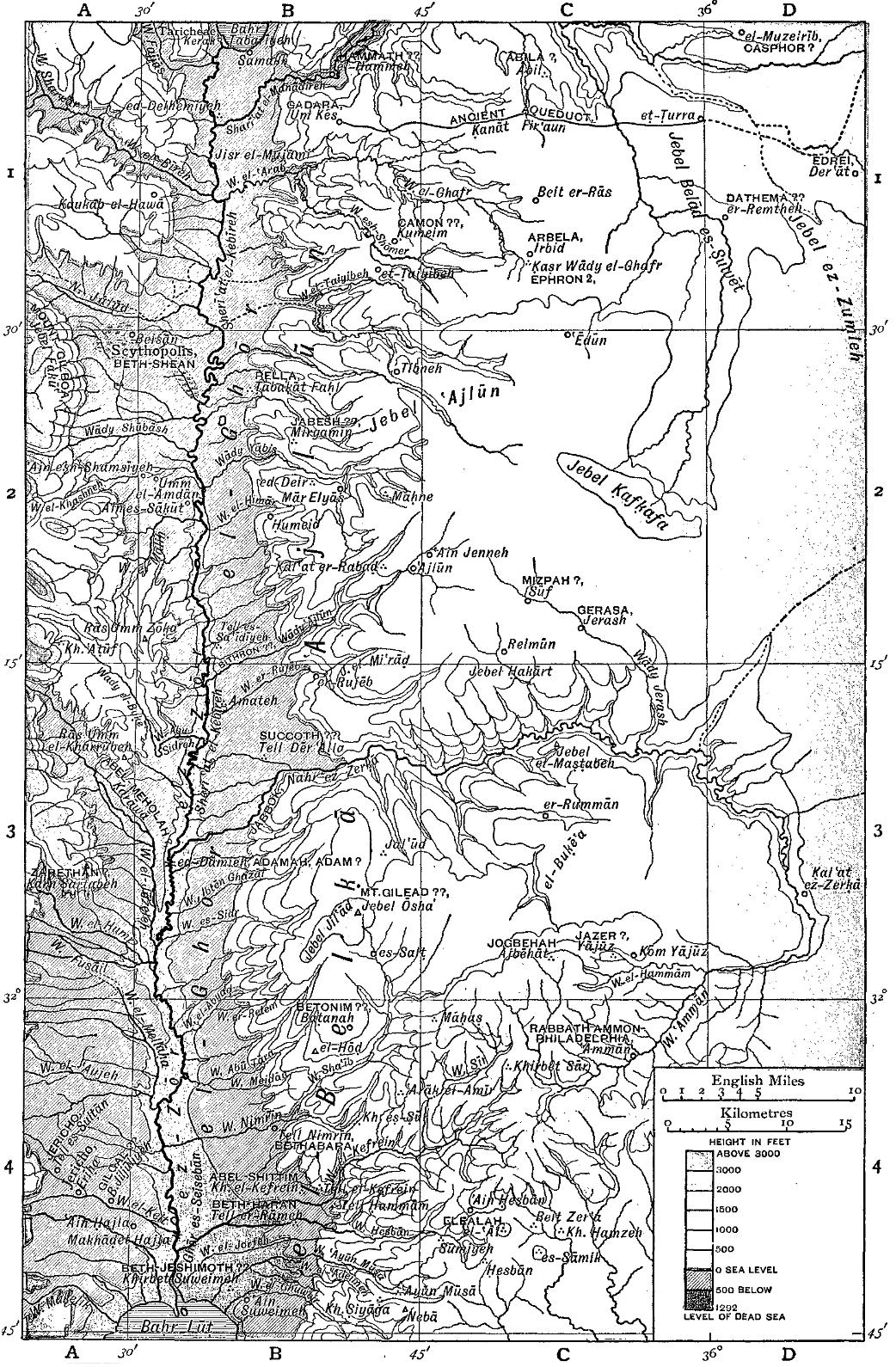
La regione di Gaulanitide e Ammon, dominata sino al 130 a.C. ca. dai Bene Iambri/Figli di Giamblico, dinasti iturei

Il Bashan è il centro di irradiazione delle dinastie reali amorrito-fenice – da Ugarit a Biblo –. In una stele del periodo dei faraoni Ramses II e Merneptah sono ricordate le città santuario di Edrei/Itra e Astaroth, capitali del Bashan/Batanea. Si tratta delle ancestrali sedi della divinità Astarte/Venere e del dio Mialkuma/Milkom. Questi è il re morto, eterno e divinizzato, già onorato dal biblico sovrano Og signore dei Rephaim, secondo l'antica tradizione cananeo-amorrea testificata negli archivi di Emar, Mari, Ebla e Ugarit. Bashan è il luogo proverbialmente fertile, paragonato nella Bibbia al Libano e al Carmelo. Le sacerdotesse samaritane spose del Toro-Yahveh sono le 'Vacche del Bashan', Il Bashan in Salmi 68 è un har elohim/Montagna di Dio, luogo di sacra dimora di Yahveh. Accompagnando il suo popolo Yahveh si trasferisce dalla montagna di Sin a Shalmon-Bashan sua residenza d'elezione. Gtr aramaico corrisponde al Gshr ebraico, titolo divino dei re di Ugarit. “Gathru/Ghethur” – il Potente/Mialkuma – è l'antenato ancestrale dei re della dinastia amorrea di Ugarit. Nella festa ugaritica del Nuovo Anno, la liturgia invoca la divinità Ghethur-Yakar il dio che domina in Astharot, il dio che giudica in Edrei. 

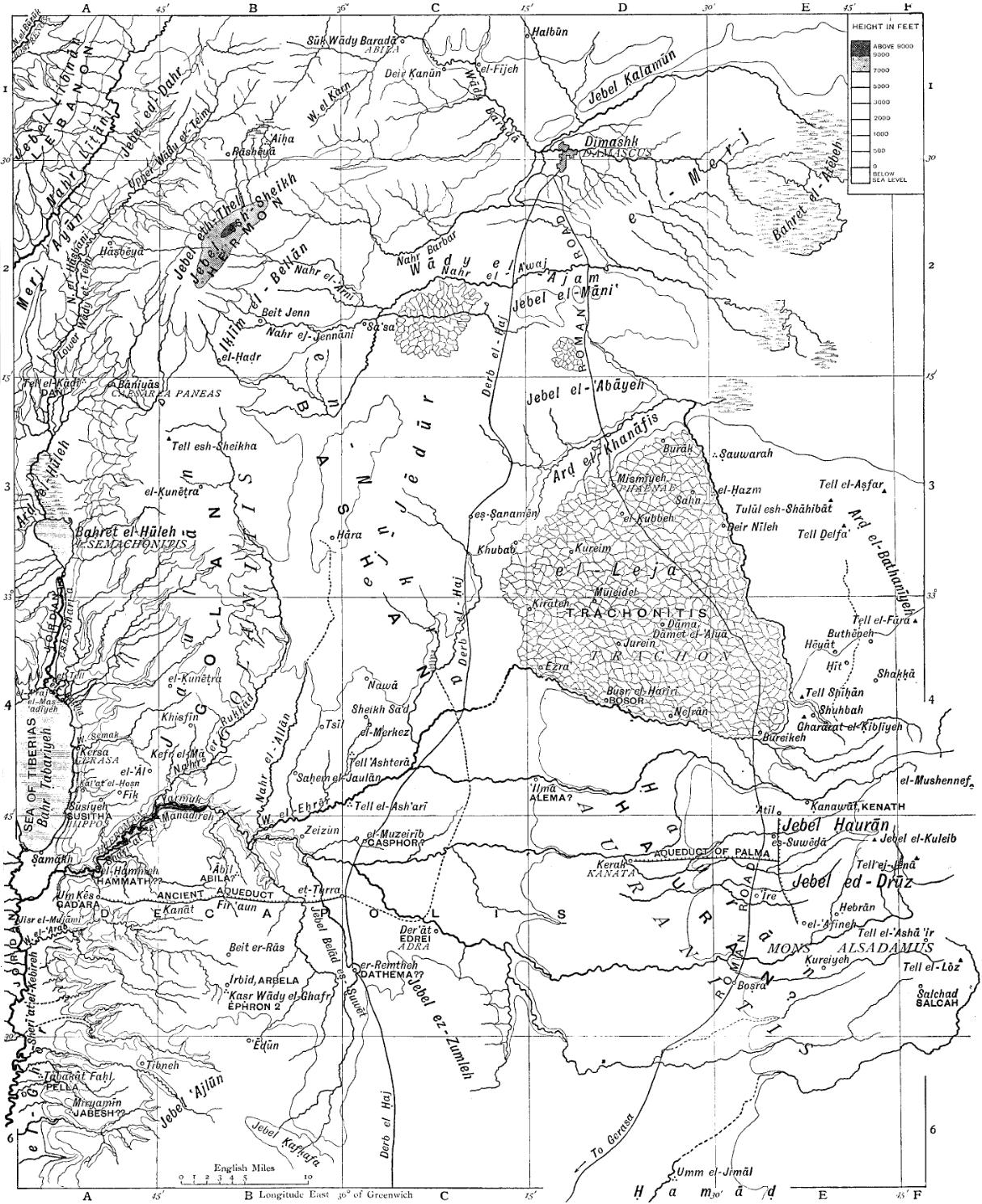
Hawran, Traconitide, Bashan, Batanea: le regioni dominate dai tetrarchi iturei sino al I secolo d.C.

Il titolo/nome divino Ghetur/Gatharu presente nella letteratura dell'amorrea città di Ugarit - a sua volta derivato dall'accadico gasru/forte - corrisponde al safaitico Yezhur/Iturei. Lo stesso lemma egizio Itr - per la città Edrei - è presente nelle liste di località del Bashan citate nelle campagne militari da Tuthmose III a Ramses III. Probabilmente una città fortificata di Ghethur va identificata con Tell Hadar in Bashan, distrutta intorno al 900 a.C., all'epoca dell'invasione di Bar-Hadad I, re di Damasco, che annesse il regno di Ghetur a Sobah (1 Cronache 14. 20).
Astaroth/Tell-Ashtara è posizionata 34 km a est del Mar di Galilea, e consiste nel più esteso insediamento scoperto nella Siria meridionale. Astaroth fu una città templare di notevole importanza, rappresentata anche nei bassorilievi del palazzo assiro di Calah.

### Golan/Gaulanitide
Il Golan è la regione al nord-est del Mar Morto. Pur da considerare in Gaulanitide/Golan un'altra Ghetur, risalente all'XI-X secolo a.C., come abbiamo osservato identificata dagli archeologi con Bethsaida. Anche questa città fu sede del culto di Mialkuma e di una divinità lunare mesopotamica, in almeno sei Alti-Luoghi.
Dal VI al III secolo a.C., il Golan risulta quasi abbandonato, soltanto con il passaggio al dominio dei Seleucidi gli Iturei rioccupano la regione, ed è fondata la città di Antiochia-Hippo. Tel Kedesh – nel nord della Galilea ai confini con Hule - appare sino al III secolo a.C. come unico centro urbano e palazzo amministrativo della regione sin dall'epoca persiana. Tuttavia, le migliaia di sigilli ritrovati nell'archivio di Tel Kedesh risalgono anch'essi al periodo dei Seleucidi. La fortezza di Tel Kedesh accoglie un importante tempio oracolare di Baalshamin, anch'esso ellenistico, la divinità rappresentata con il caratteristico simbolo dell'aquila. A Kedesh è ricordato un mausoleo quadrato, di epoca romana, semplice e massiccio con interno a croce, e nicchie per i corpi, simile a analoghe tombe-torri o qubbeh del Bashan, dell'Anti-Libano, Emesa e Palmira.
Dal 198 a.C. è eretto un sistema difensivo di fortezze per la protezione delle vie di comunicazione, e gli archeologi – in parallelo – rilevano le ceramiche di 'Tipo itureo' simili a quelle del monte Hermon. Gamla, dotata dell'unica sinagoga della regione è una coeva fondazione di una probabile colonia giudaica.

#### Cesarea di Filippo/Paneas, Khirbet Omrit e il Tempio di Hereibe
Paneas fu la capitale del Golan, presso cui Antioco III nel 198 a.C. sconfisse l'esercito dei Tolomei d'Egitto, acquisendo il dominio della Siria e Palestina. Vicino l'imponente castello di Cesarea di Filippo/Paneas, dalla ricca fontana di Fijeh – celebrata dal grande geografo Abulfeda - diparte un antico acquedotto e due terzi della portata del fiume Giordano/Iarden. Secondo Giuseppe Flavio, Antichità giudaiche 15. 363, nel 16 a.C., "nei pressi del luogo detto Paneion" dove scaturisce la fonte del Giordano, Erode il Grande costruì, sul precedente santuario itureo, un tempio in onore dell'imperatore Augusto “nella Terra di Zenodoro”. Ossia del tetrarca itureo figlio di Lysania I e padre di Lysania II. Augusto concesse a Erode parte dello stato di Zenodoro, ovvero i distretti di Paneas, Hulé, Galilea, Batanea e Traconitide (Antichità giudaiche 15. 10. 8). Secondo una leggenda araba, peraltro scientificamente attendibile, la fonte di Panium fu collegata al lago Phiala/Coppa, sulla strada tra Cesarea e la Traconitide.
Il santuario risulta utilizzato per uffici divini sin dal III secolo a.C. e fu composto da una serie di templi. Da occidente a oriente: il Tempio di Pan – ritenuto da alcuni studiosi dedicato a Augusto - poi la Corte delle Ninfe, la grande grotta in cui si conserva una nicchia decorata, dove sorgeva la statua di Pan, sormontata da un'altra nicchia con decorazione a pettine, il Tempio di Iupiter Helipolitanus/Baalshamin, la Corte di Nemesis e il complesso delle Tombe delle Capre Danzanti e del dio Pan. L'insieme del sacro luogo è dominato dalla rupe della Grotta di Pan al culmine della quale è situata la tomba del profeta Elia/Nebi Kheder.
Secondo recenti scavi archeologici, l'Augusteum costruito da Erode in realtà sarebbe da identificare con il tempio scoperto nella vicina località di Khirbet Omrit, 4 km a sud-ovest di Paneas, dove insisteva un precedente tempio itureo, con altare e due camere sotterranee, risalente al II secolo a.C. Nei pressi del quale è situato il santuario druso Nebi Yahud, con la presunta tomba di Giuda figlio di Giacobbe.
Ad un'ora e tre quarti di cavallo da Paneas, gli esploratori-archeologi di inizio Ottocento scoprirono il Tempio di Hereibe, con vestibolo colonnato in ordine ionico e nicchie all'ingresso con piccoli pilastri nello stile del Tempio del Sole di Heliopolis. Il corpo del tempio era m 11 x 7, la cella interna, con pilastri agli angoli, misurava m 5,5 x 2,5.